# ケシ科
ケシ科（ケシか、Papaveraceae）は、一年草または多年草で、双子葉植物に属する科。また、一部は小型の低木。葉は羽状裂(羽のような形に、切れ込み)のある葉の裂片周囲に鋸歯がある葉を持つまた、果実は蒴果または痩果となる。双子葉植物に属する科。北半球の暖帯から亜寒帯に多く、約40属800種ある。医薬品で強力なオピオイド鎮痛剤の麻薬（モルヒネ）原料のアヘンを含むケシをはじめとして、プロトピンやサンギナリンなどの麻薬、麻酔薬である成分の各種アヘンアルカロイドを含み、重要な薬効成分であるのだが、そのままの使用では有毒になる物質を含む種が多い。

## 分類の経過
近縁な群としてケマンソウ亜科があり、これはケマンソウ亜科として含める（新エングラー体系）。クロンキスト体系ではこの広義ケシ科をケシ目としている。現在のAGPIIIではケシ科に含めている。花の形態が、キンポウゲ科に類似する種と、フウチョウソウ科やアブラナ科に類似する種があるため、ケシ科はこれら2つの群を進化的に結ぶものと考えられてきた。しかし近年の分子系統学的研究から、アブラナ目とは直接は関係ないことが明らかになり、APG植物分類体系ではケシ科をキンポウゲ目に入れている。

## 下位分類
分類方法の参考元は英語版のWikipediaを翻訳したものになる。各属の分類根拠については、各亜科のページを参照していただきたい。

### ケマンソウ亜科（Fumarioideae）
かつてはケマンソウ科という独立した科だったがAPG体系ではケシ科の亜科としている。薬草のエンゴサクや、観賞されるケマンソウ、ヒマラヤエンゴサクなどを含む。

#### ヒペコウム連（Hypecoeae）
- オサバグサ属（Pteridophyllum）
  - オサバグサ（Pteridophyllum racemosum）
- ヒペコウム属（Hypecoum）

#### フマリア連（Fumarieae）
- コリダリス亜連（Corydalinae）
  - アドルミア属（Adlumia）
  - イクティオセルミス属（Ichtyoselmis）
  - エーレンドルフェリア属（Ehrendorferia）
  - カプノイデス属（Capnoides）
  - キケマン属（Corydalis）
    - エゾエンゴサク（Corydalis fumariifolia）
    - エゾオオケマン（Corydalis curvicalcarata）
    - エゾキケケマン（Corydalis speciosa）
    - オトメエンゴサク（Corydalis fukuharae）
    - キンキエンゴサク（Corydalis papilligera）
    - コリダリス・ソリダ（Corydalis solida）
    - シマキケマン（Corydalis balansae）
    - ジロボウエンゴサク（Corydalis decumbens）
    - チドリキケマン（Corydalis kushiroensis）
    - ツクシキケマン（Corydalis heterocarpa）
      - キケマン（Corydalis heterocarpa var. japonica）
      - ナンゴクキケマン（Corydalis heterocarpa koidzumiana）
      - ムニンキケマン（Corydalis heterocarpa var. brachystyla）

    - ツルケマン（Corydalis ochotensis）
    - ナガミノツルケマン（Corydalis raddeana）
    - ヒマラヤエンゴサク（Corydalis flexuosa）
    - フウロキケマン（Corydalis pallida）
      - ミヤマキケマン（orydalis pallida var. tenuis）

    - ホザキキケマン（Corydalis racemosa）
    - ミチノクエンゴサク（Corydalis orthoceras）
    - ムラサキケマン（Corydalis incisa）
    - ヤマエンゴサク（Corydalis lineariloba）
    - ヤマキケマン（Corydalis ophiocarpa）

  - ケマンソウ属（Lamprocapnos）
    - ケマンソウ（Lamprocapnos spectabilis）

  - コマクサ属（Dicentra）
    - コマクサ（Dicentra peregrina）
    - ハナケマンソウ（Dicentra formosa）

  - ダクティリカノプス属（Dactylicapnos）
- フマリア亜連（Fumariinae）
  - クリプトカプノス属（Cryptocapnos）
  - サルコカプノス属（Sarcocapnos）
  - システィカプノス属（Cysticapnos）
  - セラトカプノス属（Ceratocapnos）
  - ディスコカプノス属（Discocapnos）
  - トリゴノカプノス属（Trigonocapnos）
  - プセウドフマリア属（Pseudofumaria）
  - フマリア属（Fumaria）
  - フマリオラ属（Fumariola）
  - プラティカプノス属（Platycapnos）
  - ルピカプノス属（Rupicapnos）

### ケシ亜科（Papaveroideae）
かつてアヘンに使用されたケシや、あへん法で栽培が原則禁止のアツミゲシ、ケシ、神秘的な青色の花を咲かせるメコノプシス、外来種として猛威を振るうナガミヒナゲシ、切り花などで利用されるアイスランドポピー、ハナビシソウ、ハンネマニアなどを含む。クサノオウなどもこの亜科に含む。

#### エッシュショルチア連（Eschscholzieae）
- デンドロメコン属（Dendromecon）
- ハナビシソウ属（Eschscholzia）※エスコルチア属とも。
  - ハナビシソウ（Eschscholzia californica）
  - ヒメハナビシソウ（Eschscholzia caespitosa）
- ハンネマニア属（Hunnemannia）

#### ケシ連（Papavereae）
- アザミゲシ属（Argemone）
  - アザミゲシ（Argemone mexicana）
- アルクトメコン属（Arctomecon）
- オレオメコン属（Oreomecon）※近年ケシ属から分離。
  - アイスランドポピー（Oreomecon nudicaulis）
- カンビヤ属（Canbya）
- ケシ属（Papaver）
  - アツミゲシ（Papaver setigerum）
  - ウェルリッシュポピー（Papaver cambrica）※かつてはメコノプシス属のタイプ種だった。
  - オニゲシ（Papaver orientale）
  - ケシ（Papaver somniferum）※狭義のケシ。
  - スヴァールバルポピー（Papaver dahlianum）
  - タカネヒナゲシ（Papaver alpinum）
  - チシマヒナゲシ（Papaver miyabeanum）
  - トゲミゲシ（Papaver hybridum）
  - ナガミヒナゲシ（Papaver dubium）
  - ハカマオニゲシ（Papaver bracteatum）
  - ヒナゲシ（Papaver rhoeas）
  - モンツキヒナゲシ（Papaver commutatum）
  - リシリヒナゲシ（Papaver fauriei）
- メコノプシス属（Meconopsis）
  - メコノプシス・グランディス（Meconopsis grandis）
  - メコノプシス・ベトニキフォリア（Meconopsis betonicifolia）
  - メコノプシス・ホリドゥラ（Meconopsis horridula）
- ロムネヤ属（Romneya）
- ロメリア属（Roemeria）

#### ケリドニウム連（Chelidonieae）
- クサノオウ属（Chelidonium）
  - クサノオウ（Chelidonium majus）
- サンギナリア属（Sanguinaria）
  - カナダケシ（Sanguinaria canadensis）
- シラユキゲシ属（Eomecon）
- スティロフォルム属（Stylophorum）
- タケニグサ属（Macleaya）
  - タケニグサ（Macleaya cordata）
    - ケナシチャンパギク（Macleaya cordata f. glabra）
    - マルバタケニグサ（Macleaya cordata f. koaraii）
- ツノゲシ属（Glaucium）
- ディクラノスティグマ属（Dicranostigma）
- ボッコニア属（Bocconia）
- ヤマブキソウ属（Hylomecon）※クサノオウ属に分類される場合もある。
  - ヤマブキソウ（Hylomecon japonica）

#### プラティステモン連（Platystemoneae）
- プラティステモン属（Platystemon）
- ヘスペロメコン属（Hesperomecon）
- メコネラ属（Meconella）

## ギャラリー

### ケマンソウ亜科

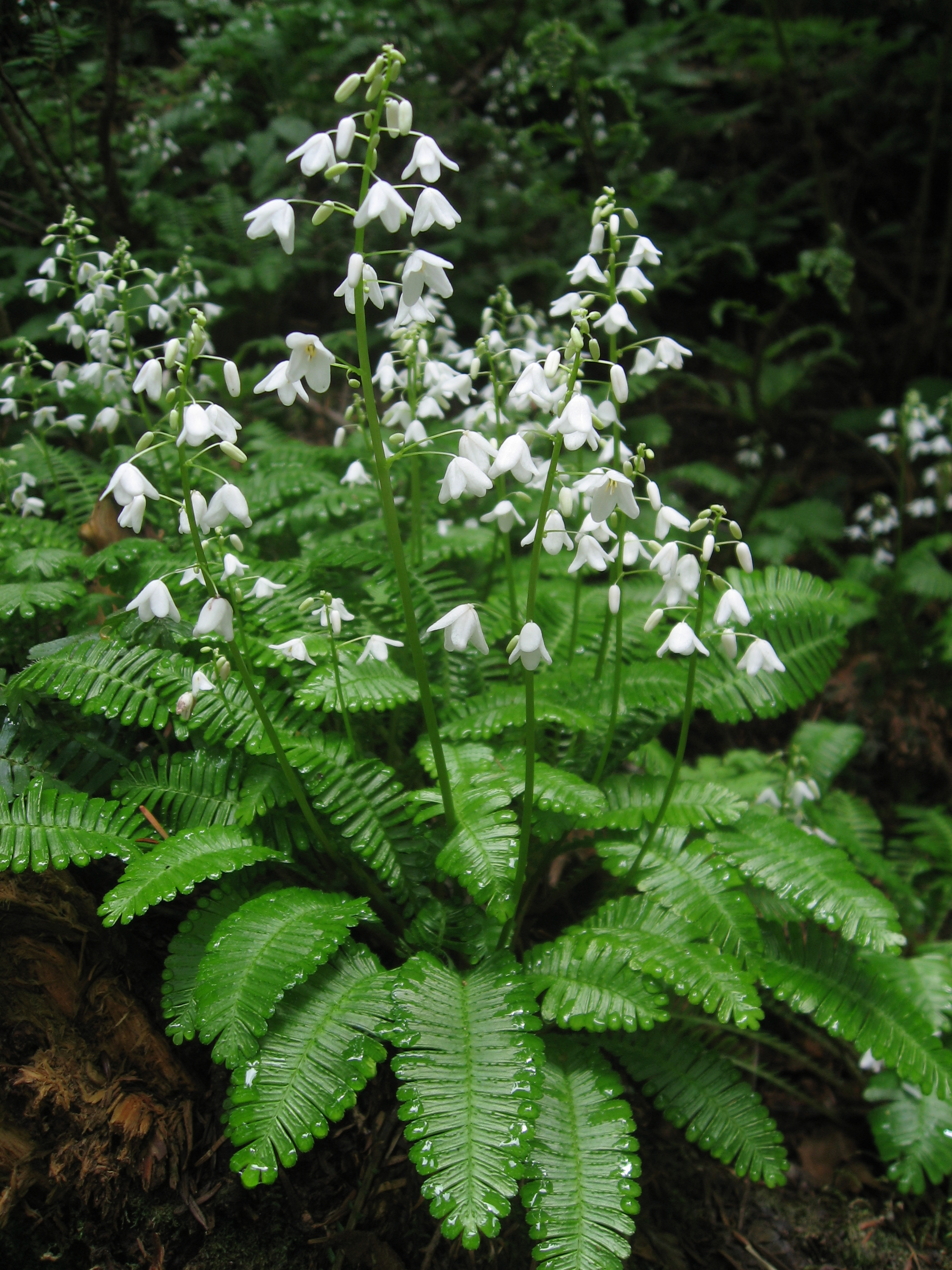
オサバグサ
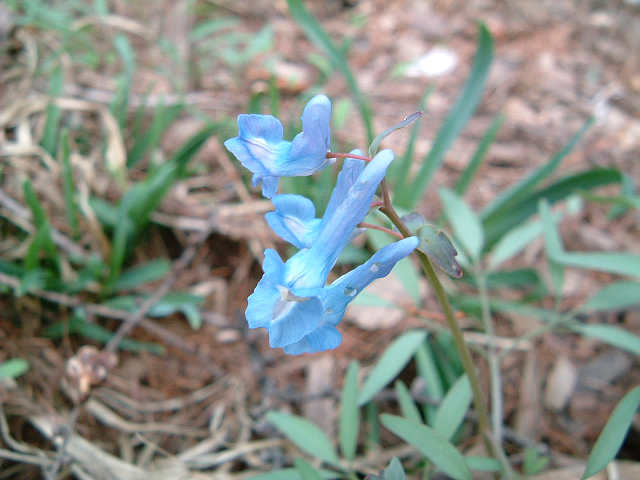
エゾエンゴサク
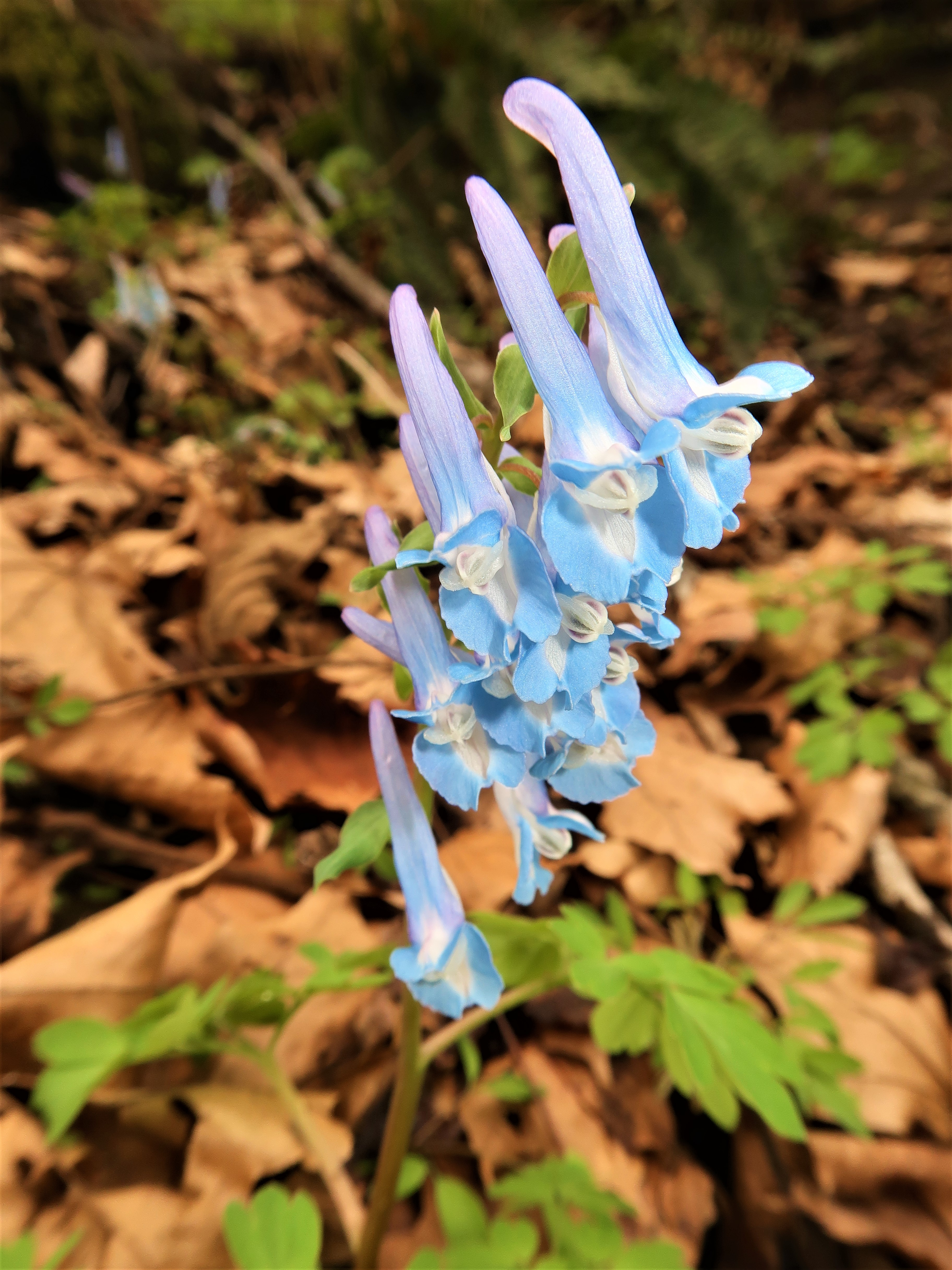
オトメエンゴサク
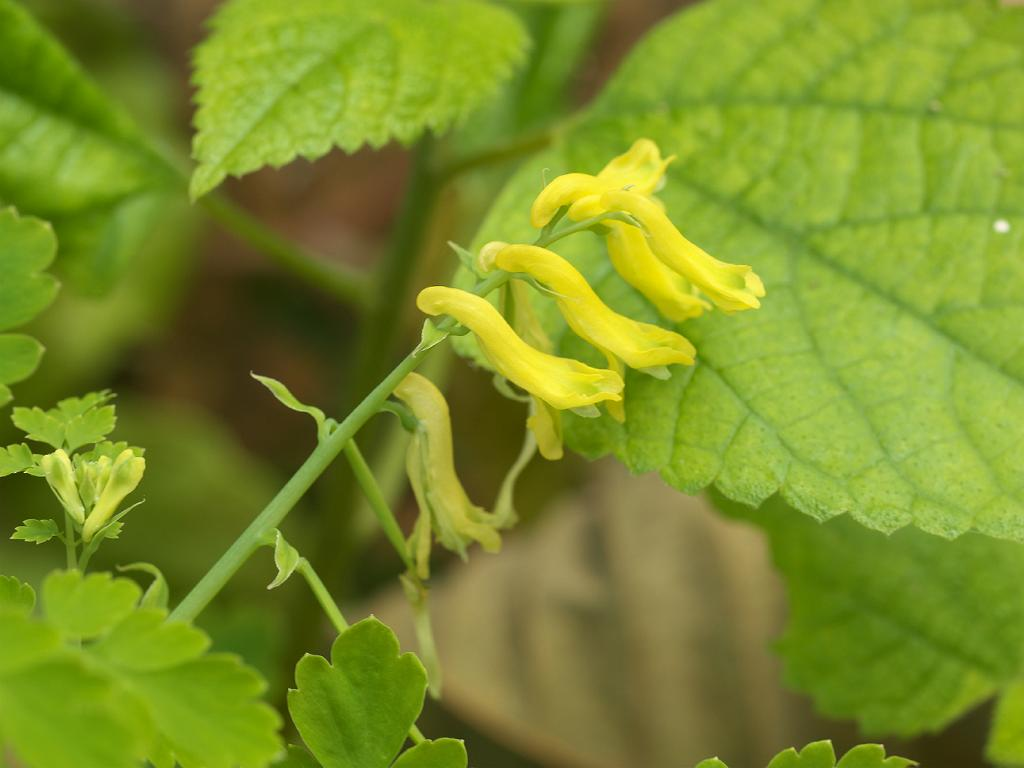
シマキケマン
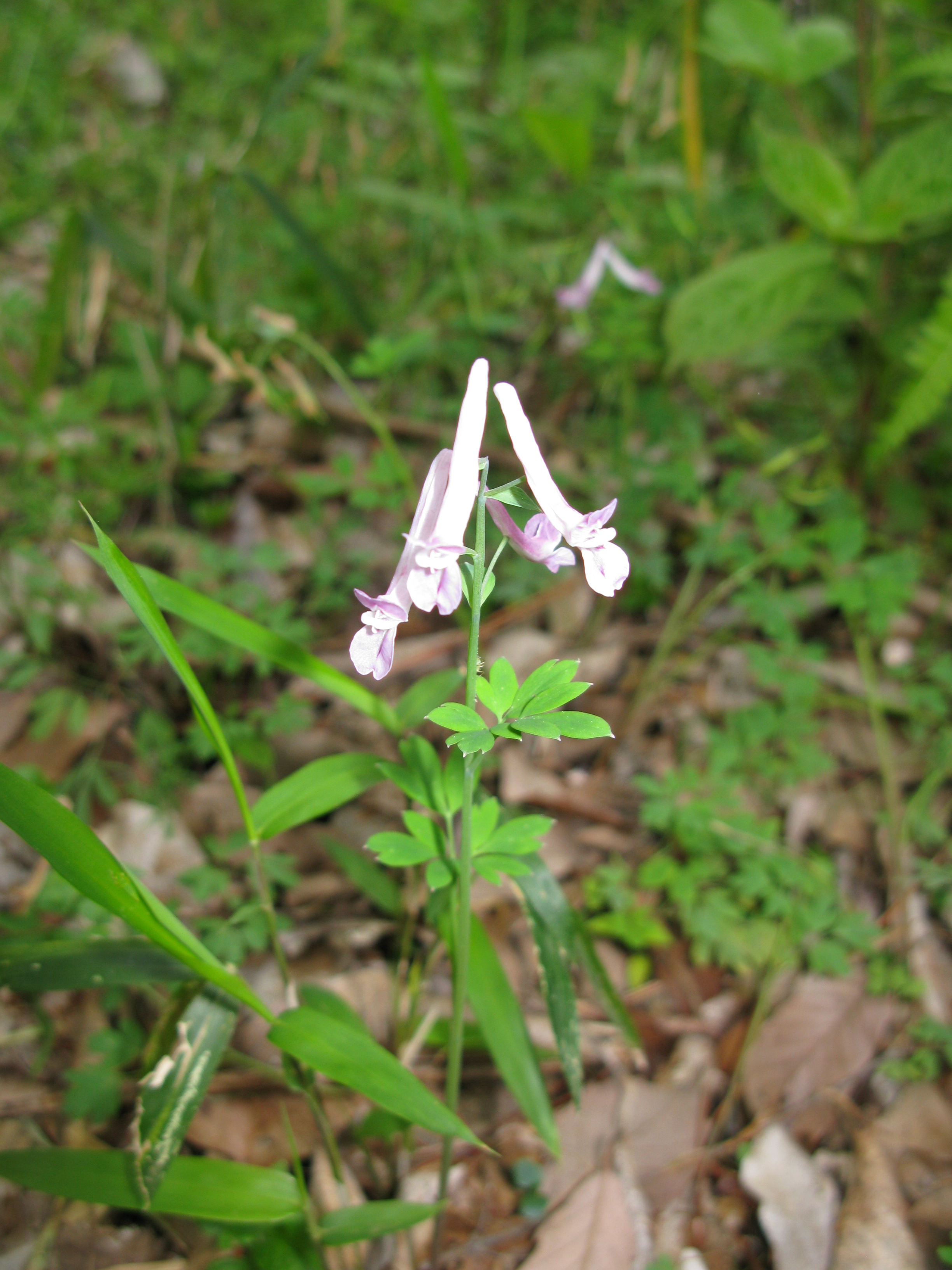
ジロボウエンゴサク
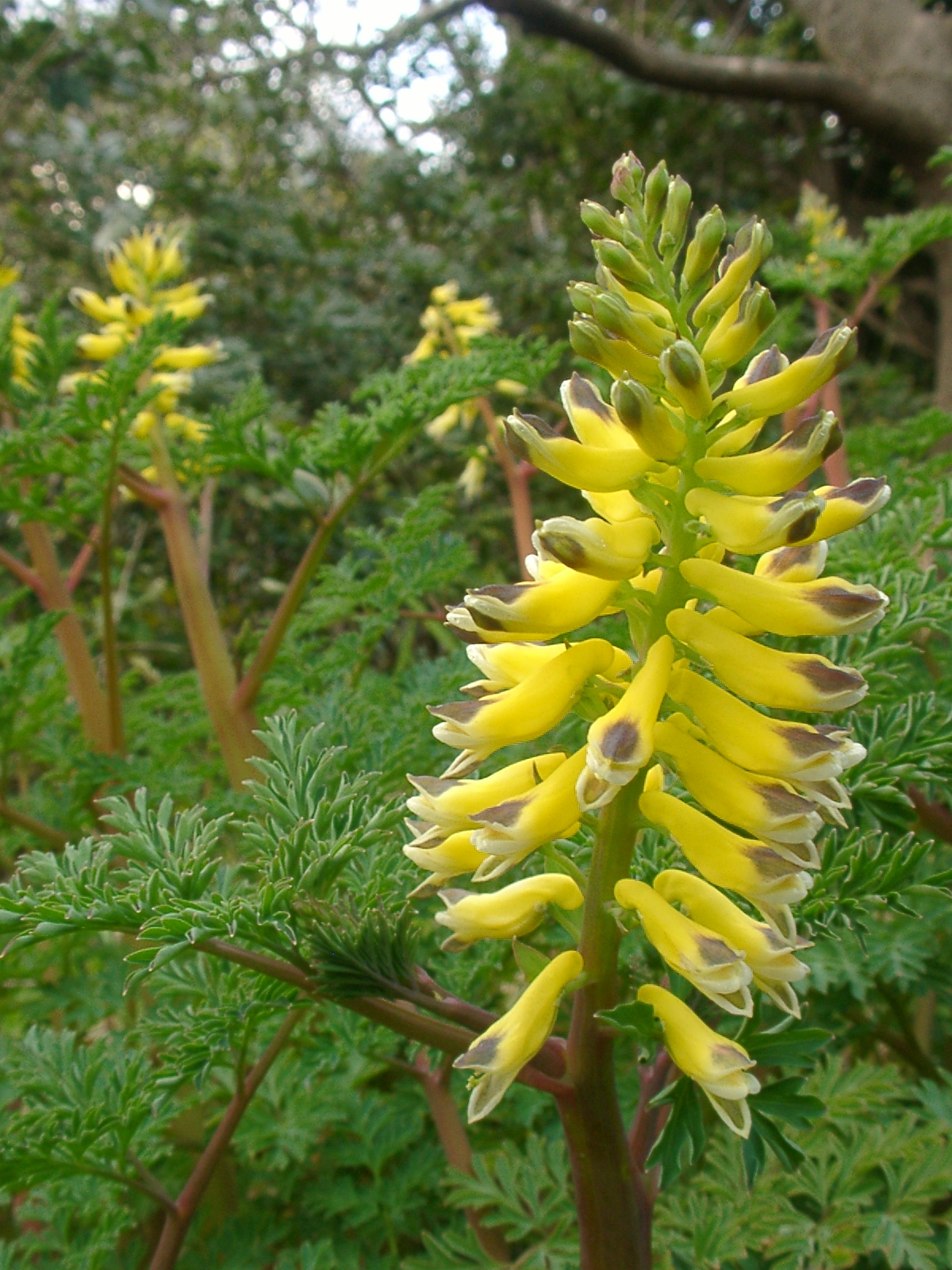
キケマン
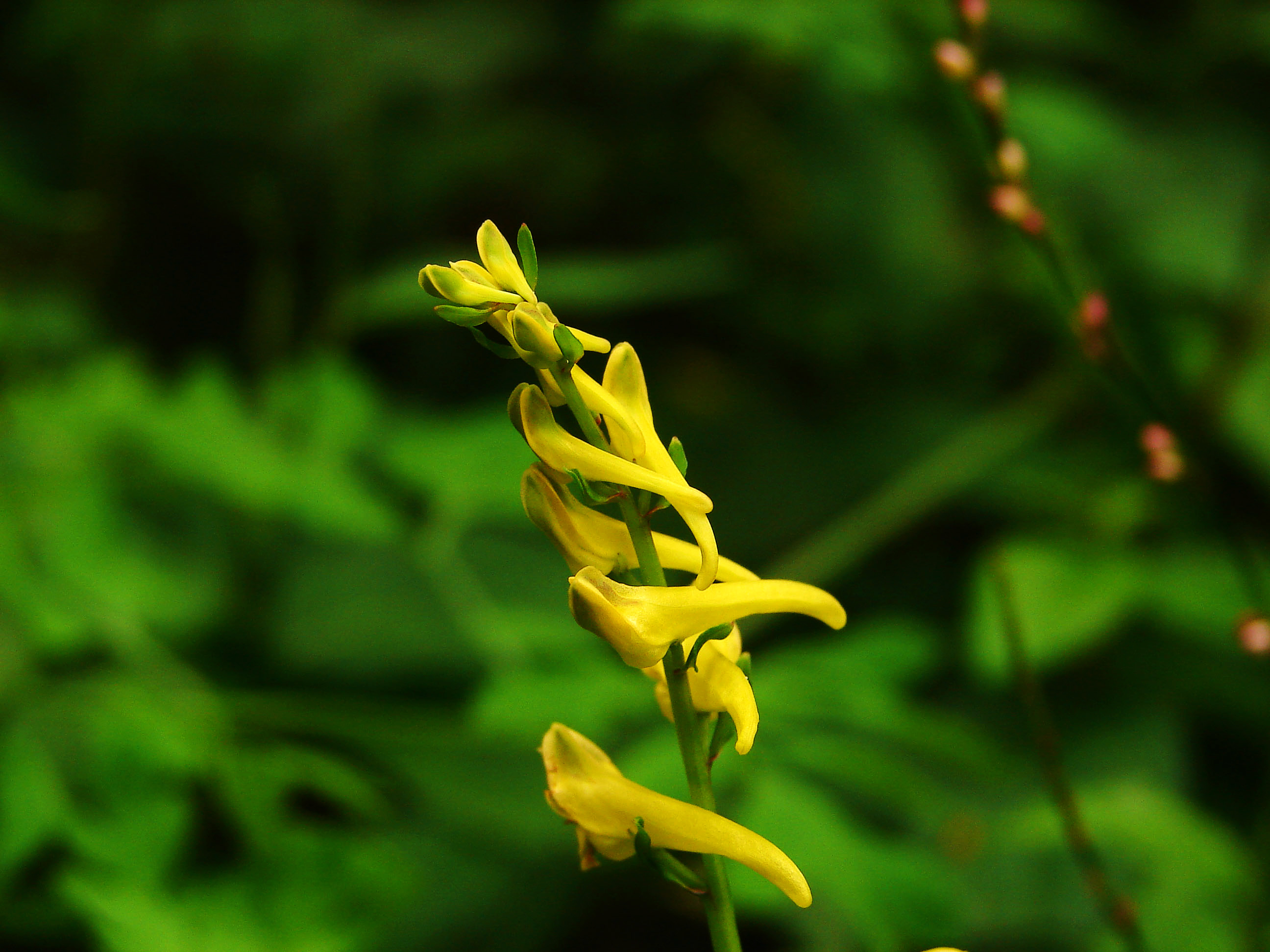
ツルキケマン
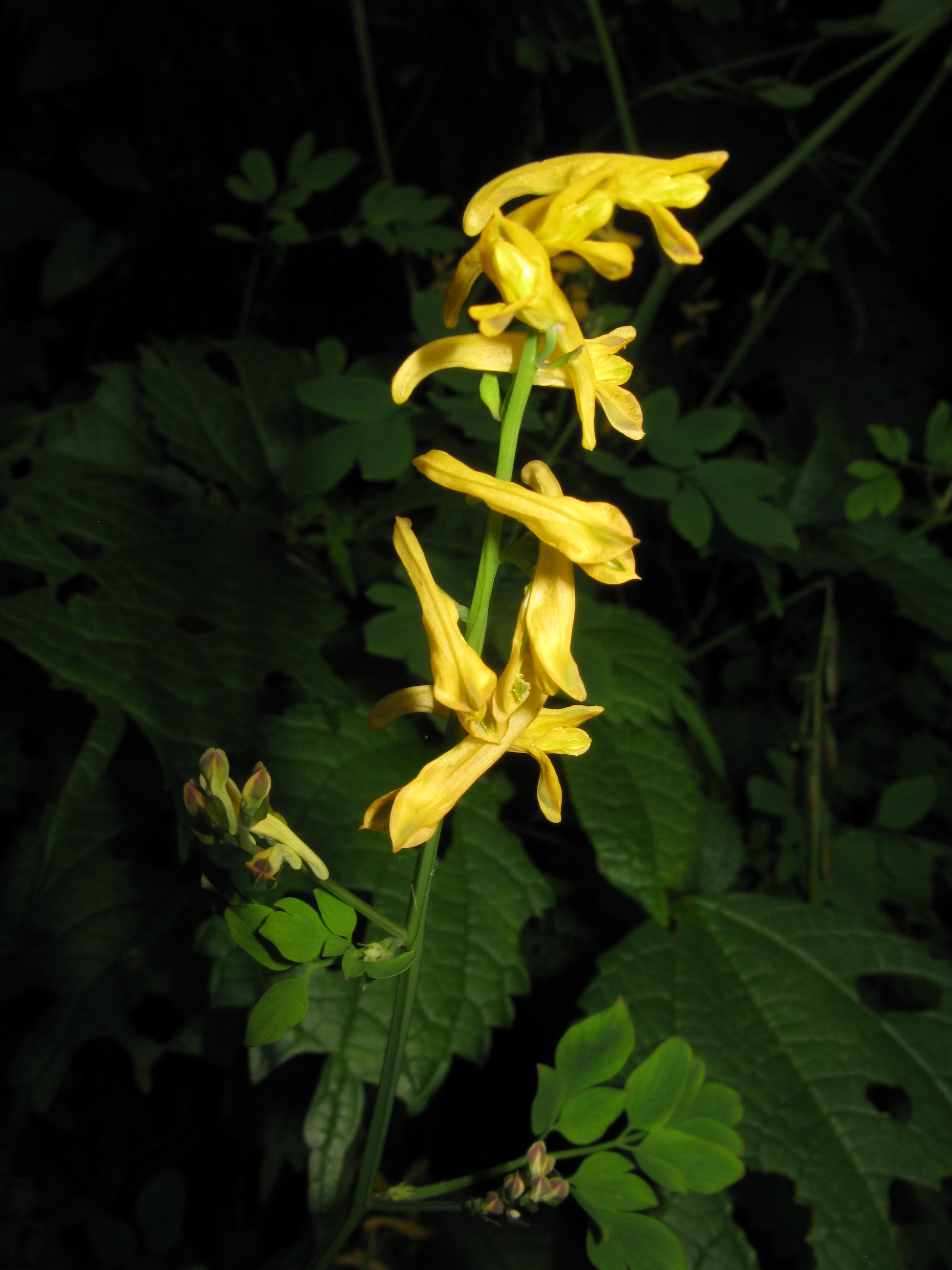
ナガミノツルケマン
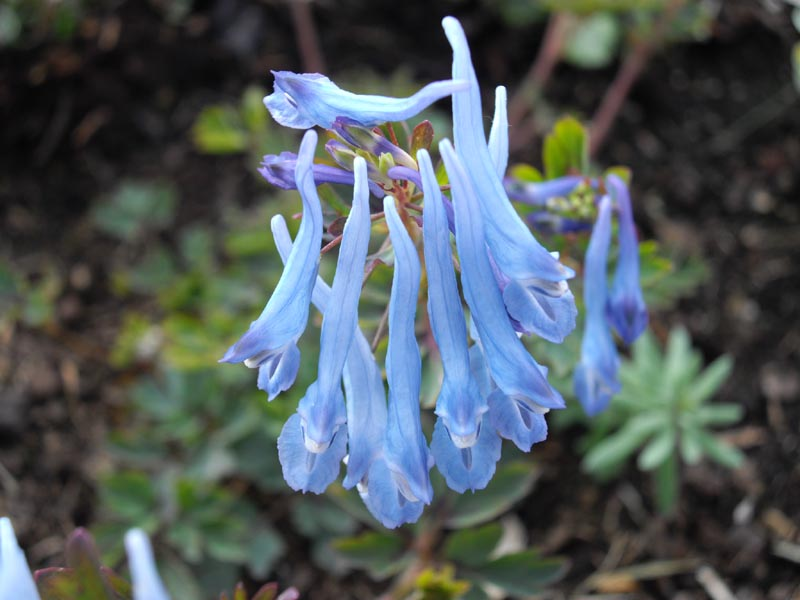
ヒマラヤエンゴサク
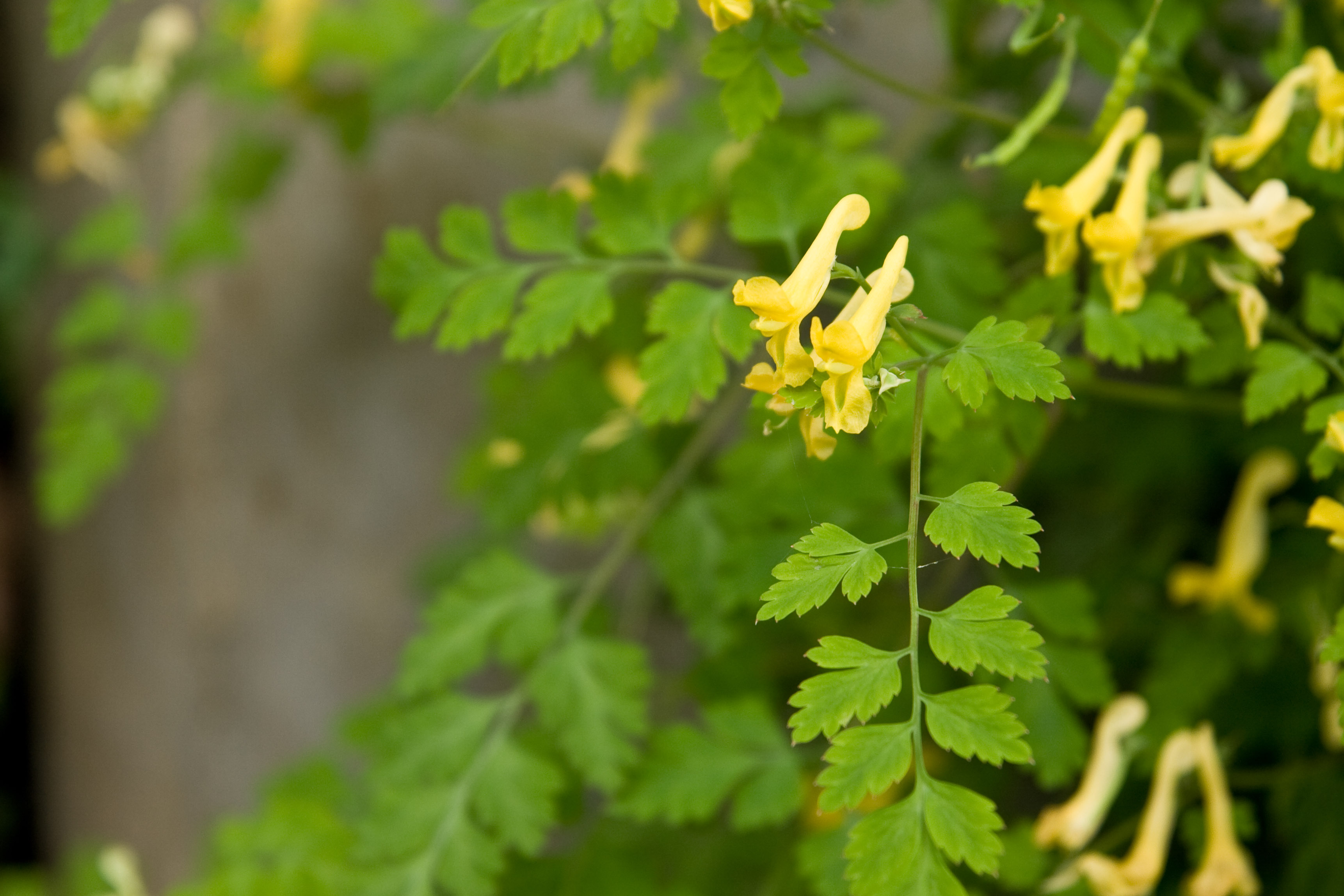
ミヤマキケマン
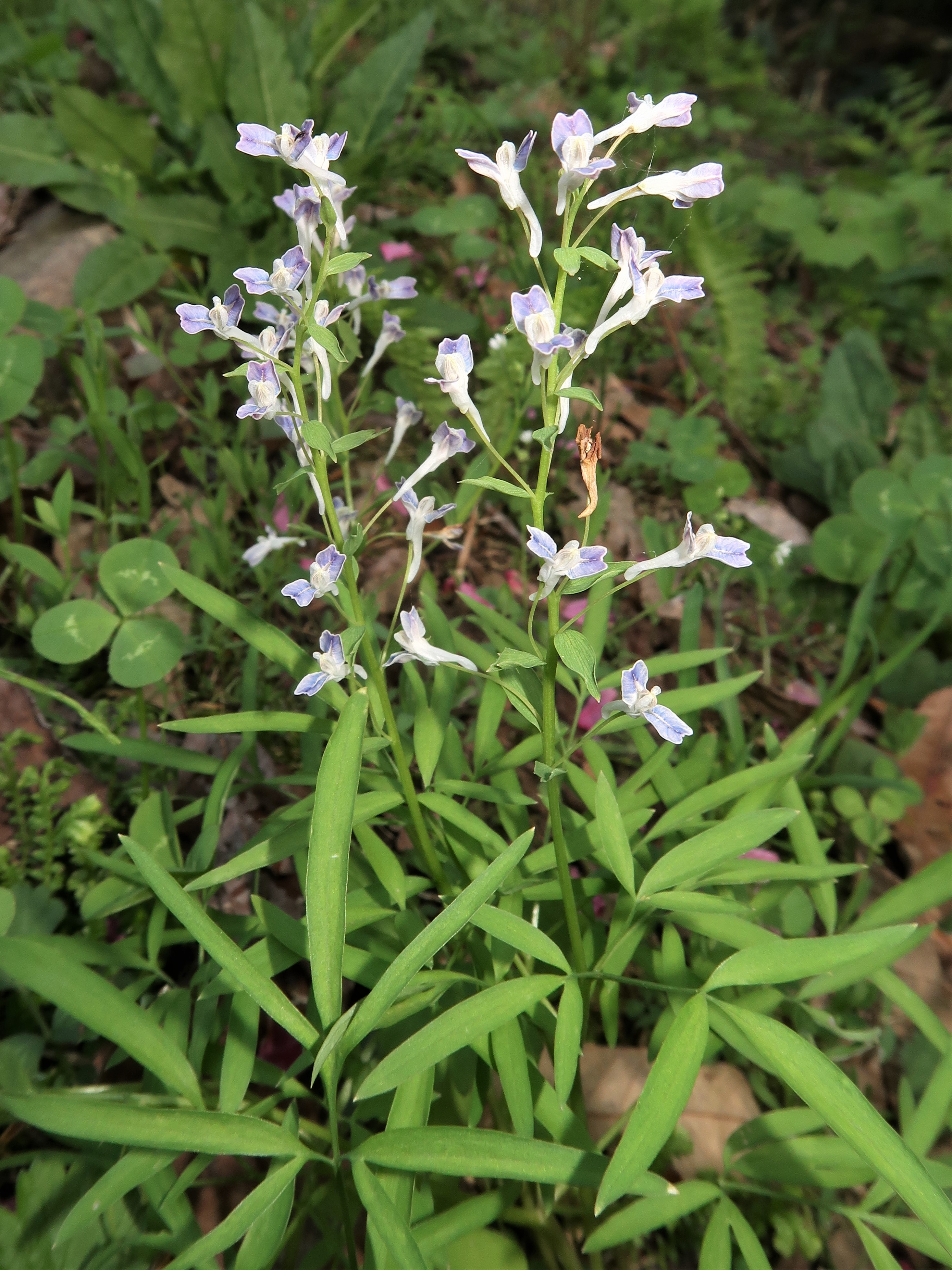
ミチノクエンゴサク
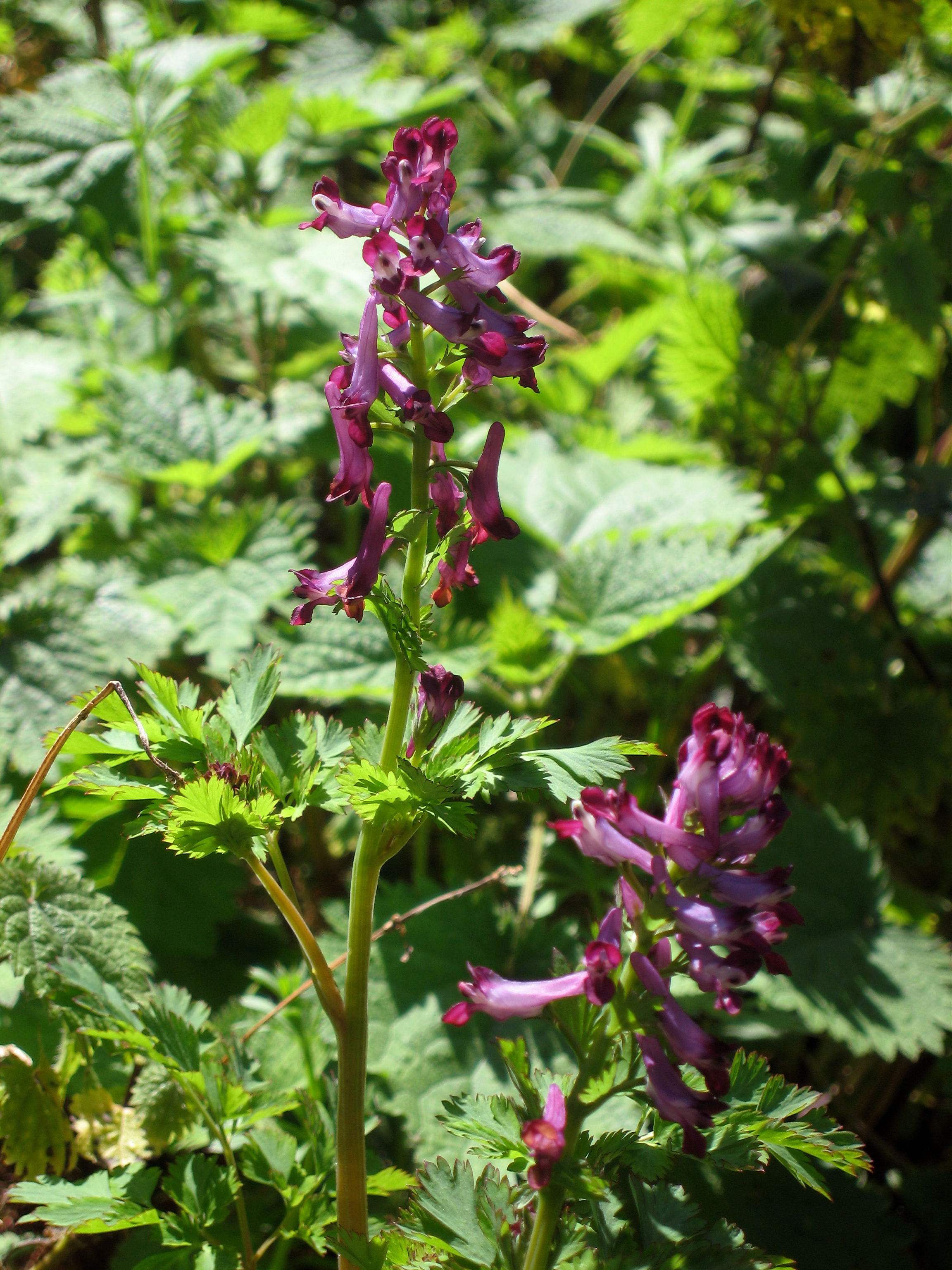
ムラサキケマン
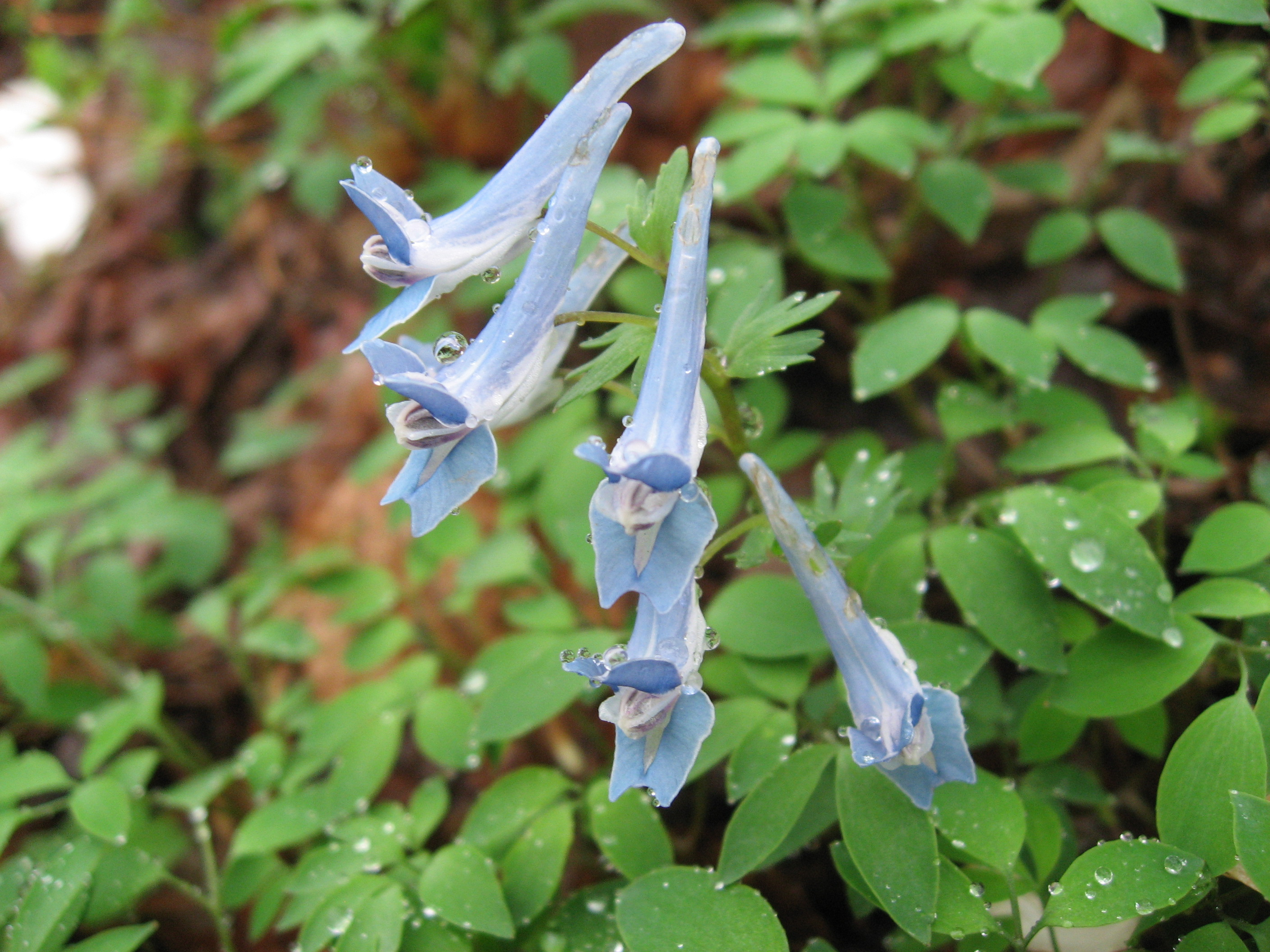
ヤマエンゴサク
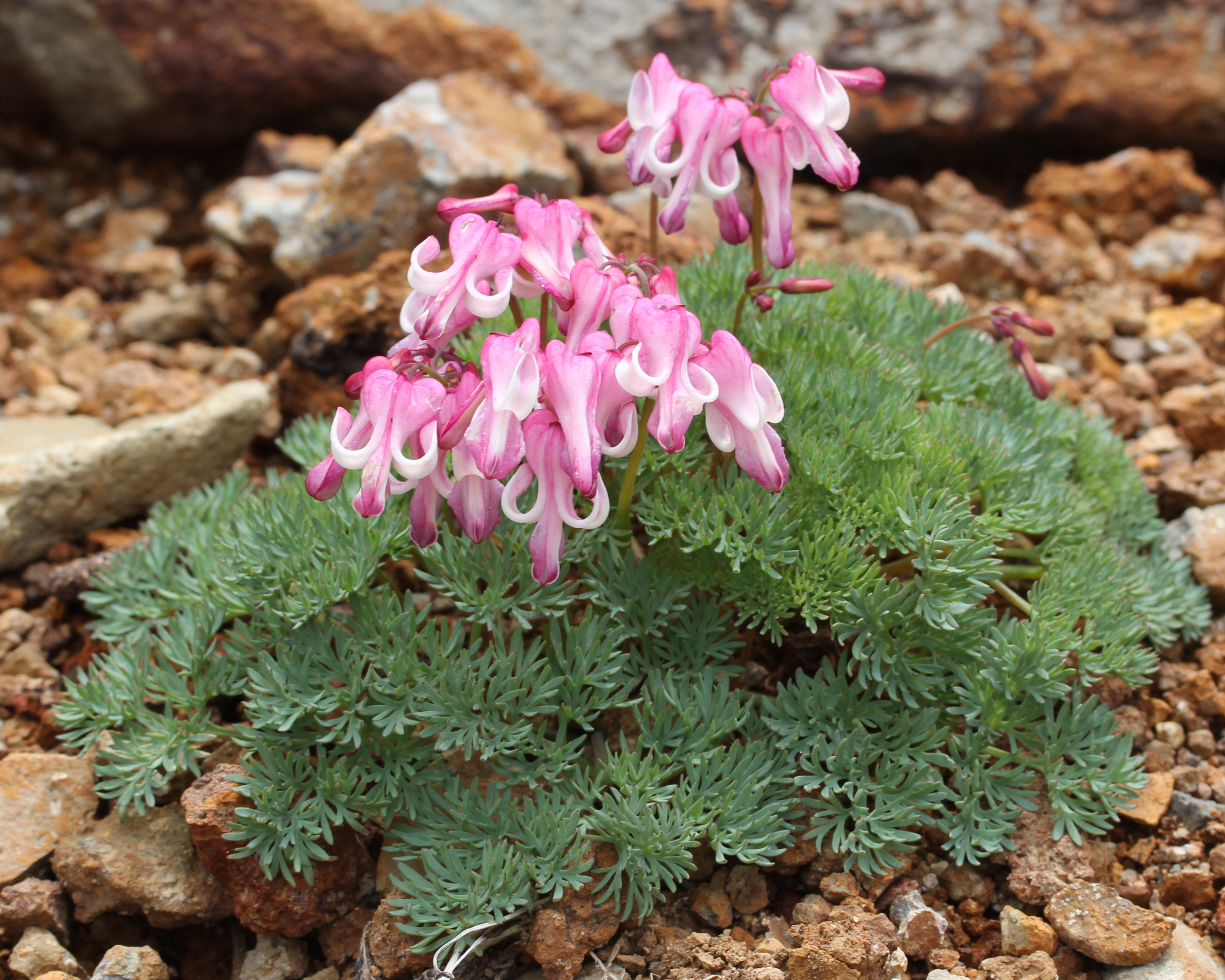
コマクサ
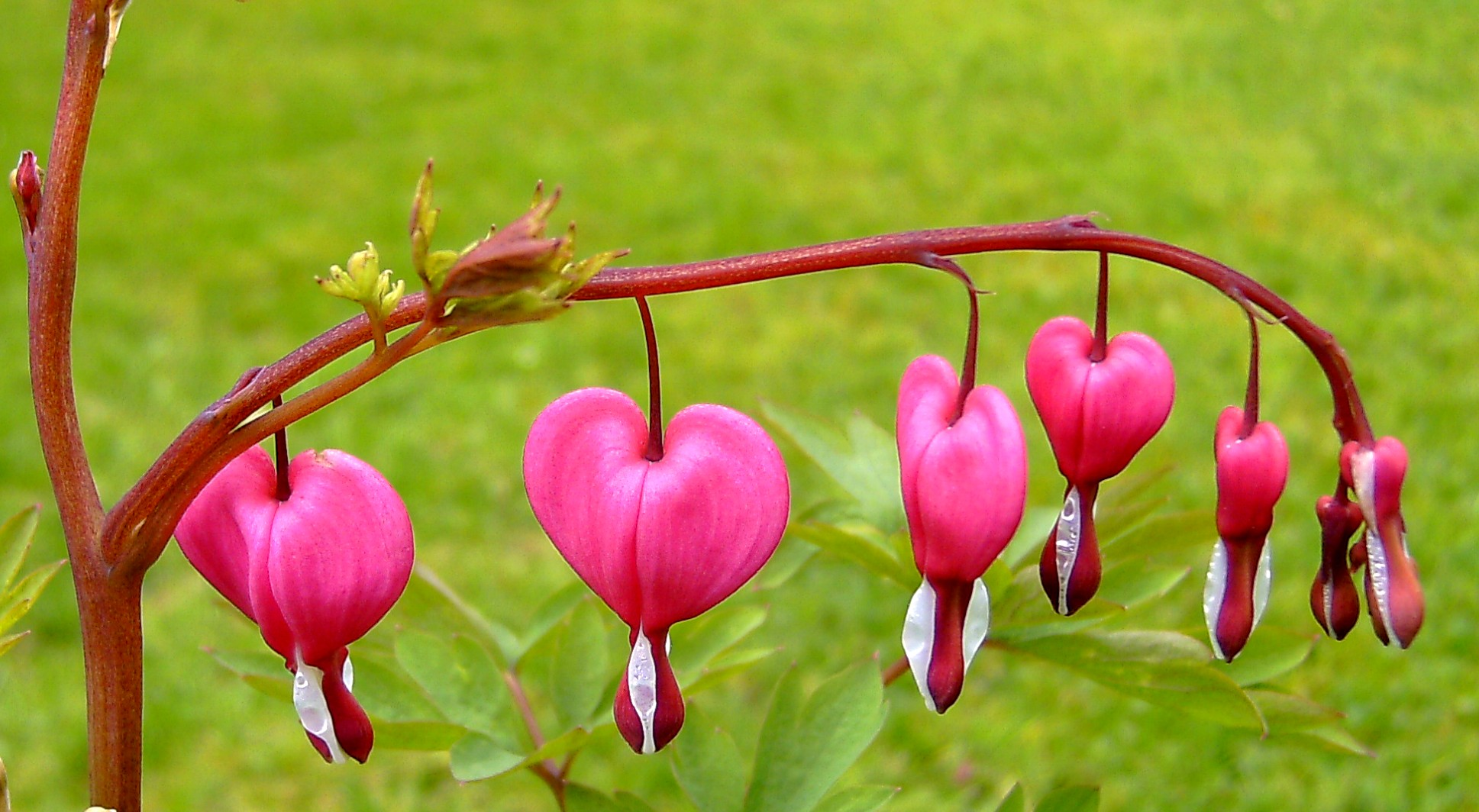
ケマンソウ

### ケシ亜科

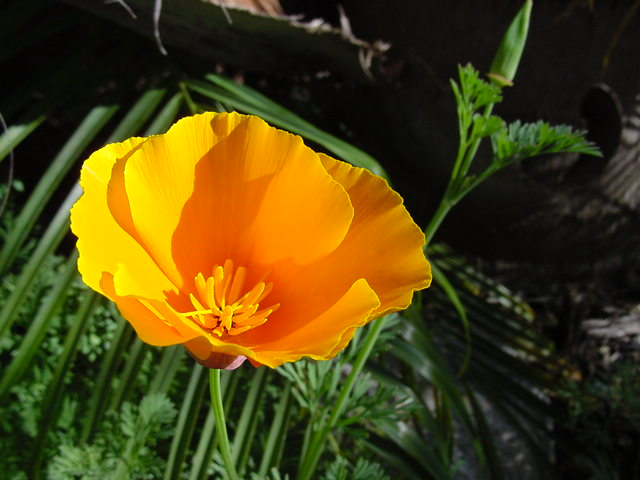
ハナビシソウ
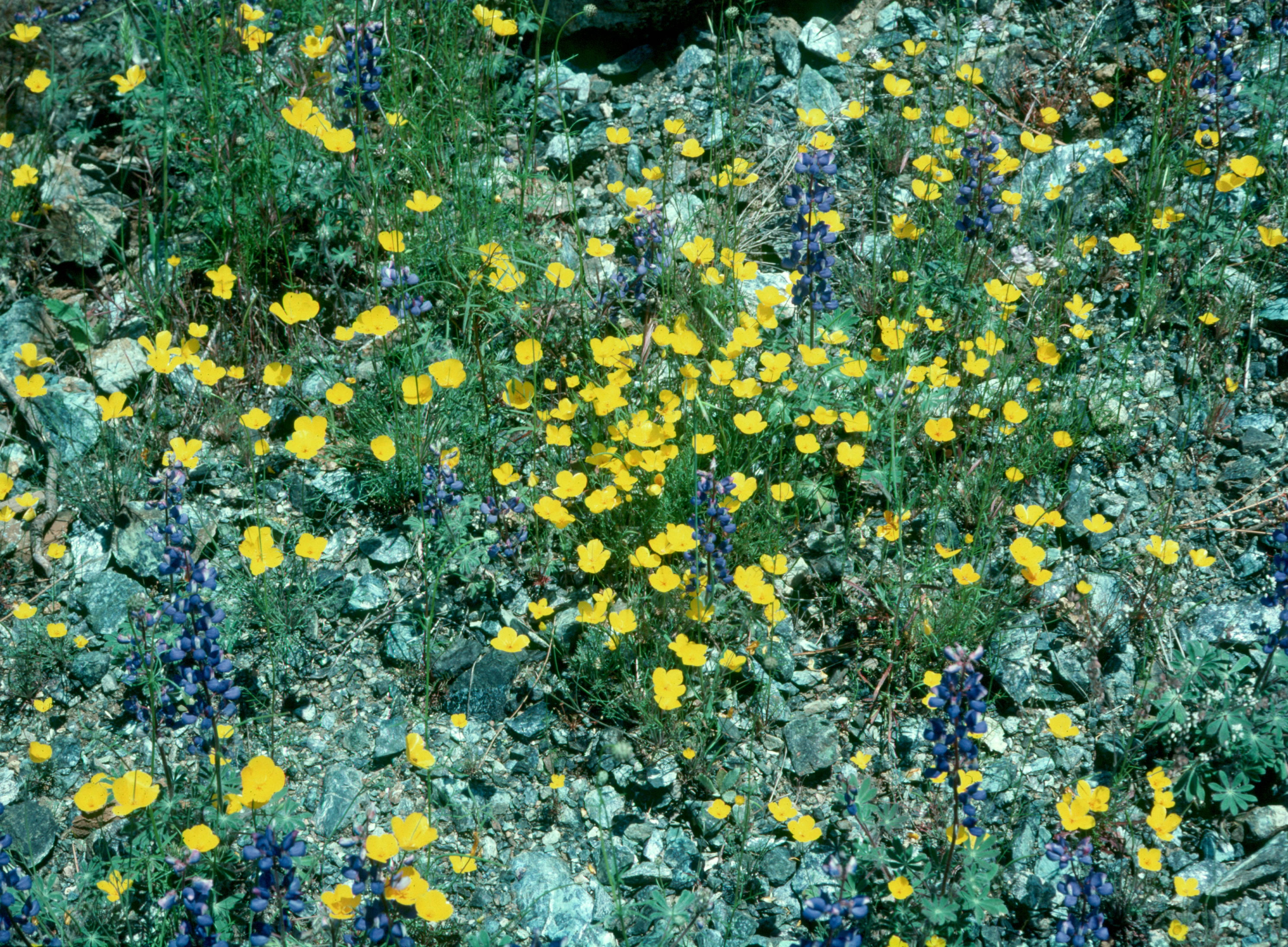
ヒメハナビシソウ
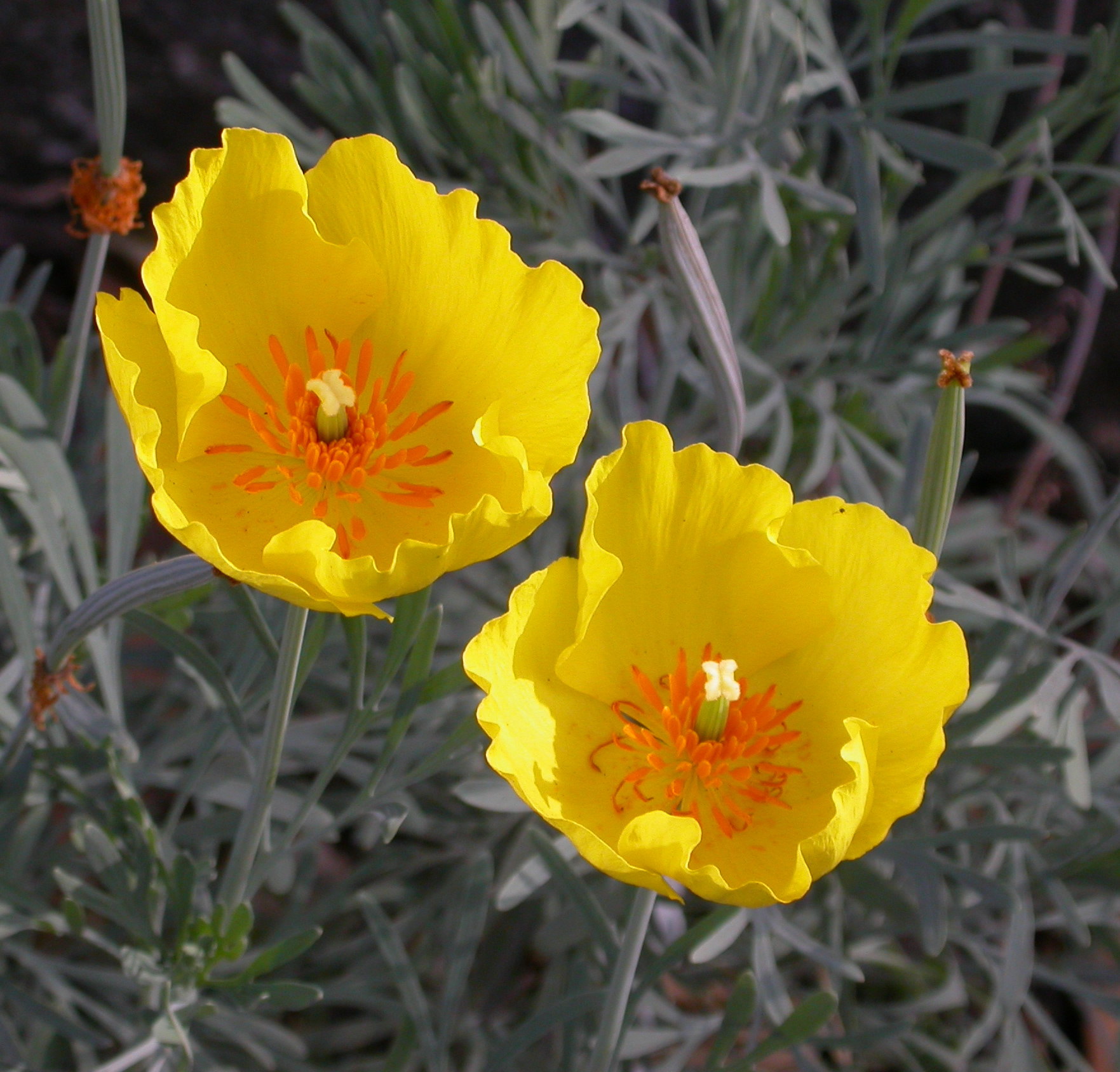
ハンネマニア
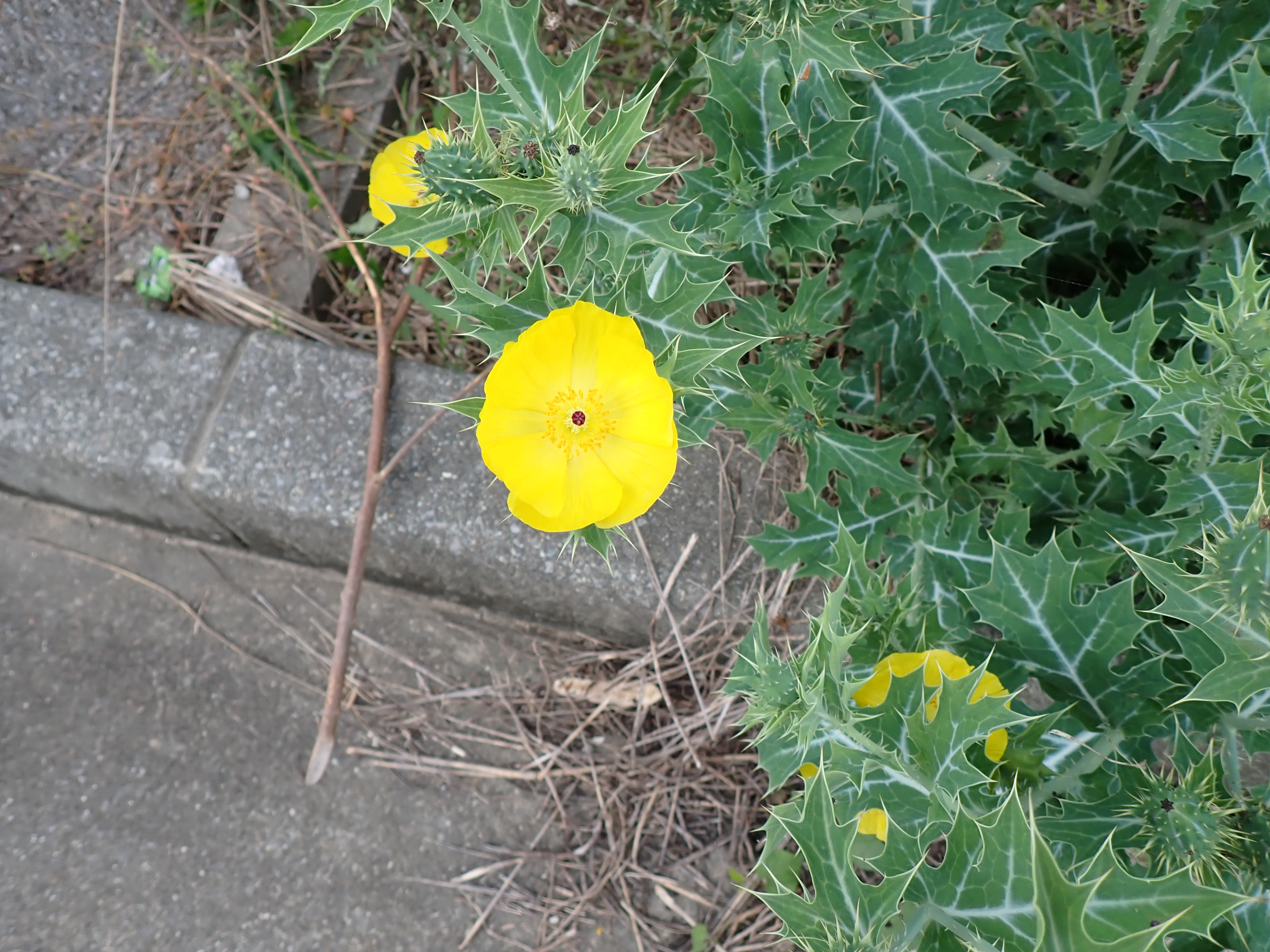
アザミゲシ
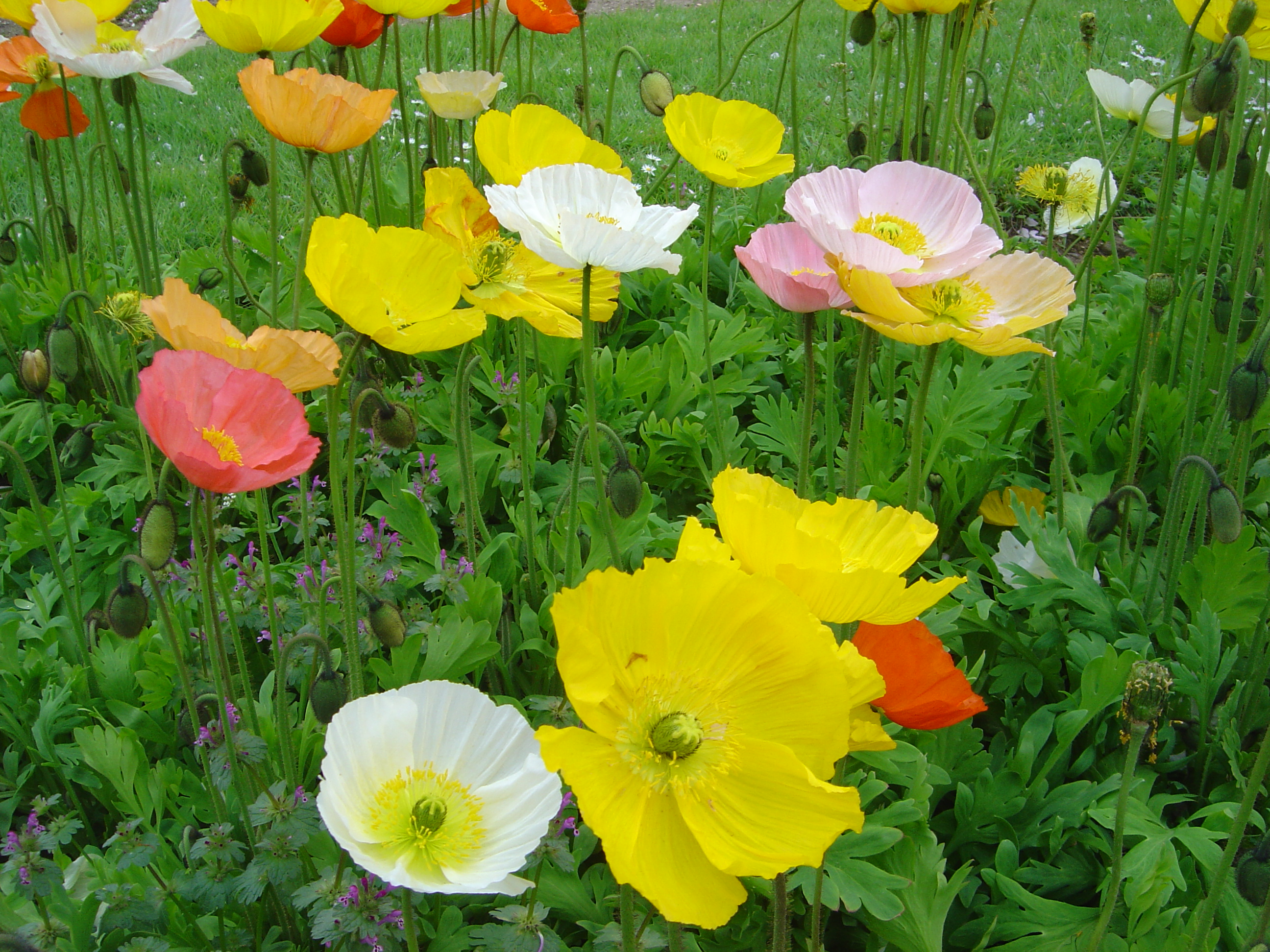
アイスランドポピー
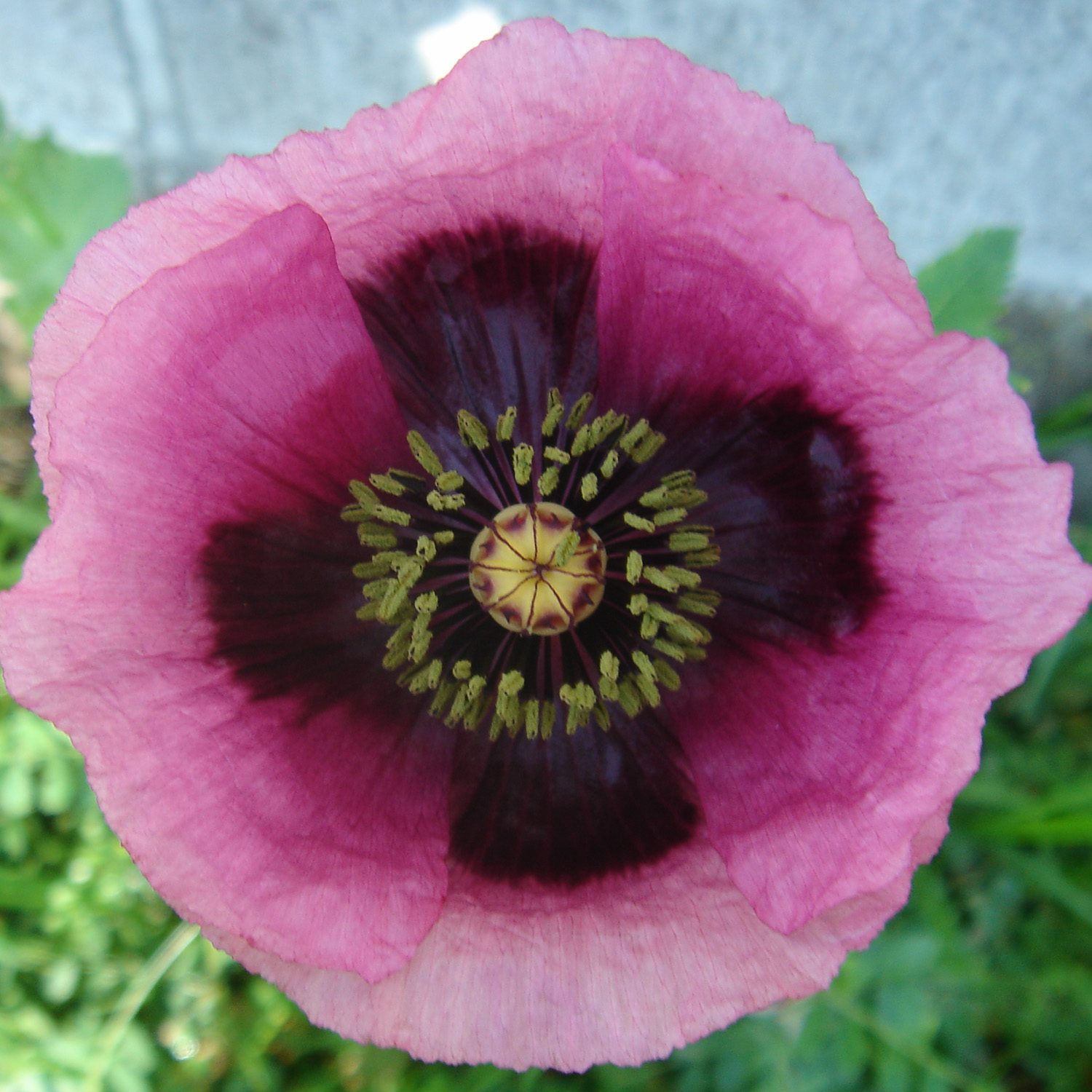
アツミゲシ
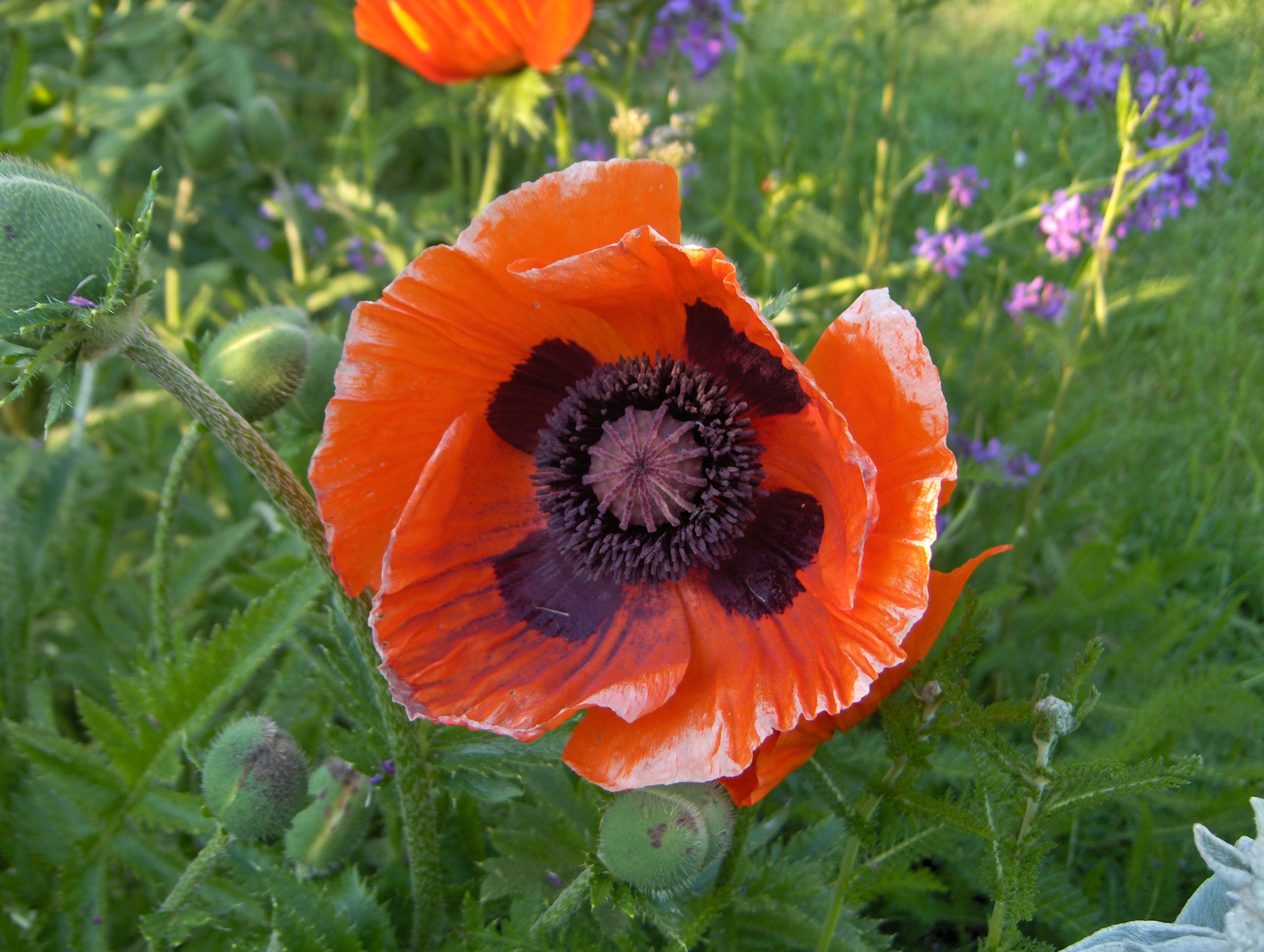
オニゲシ
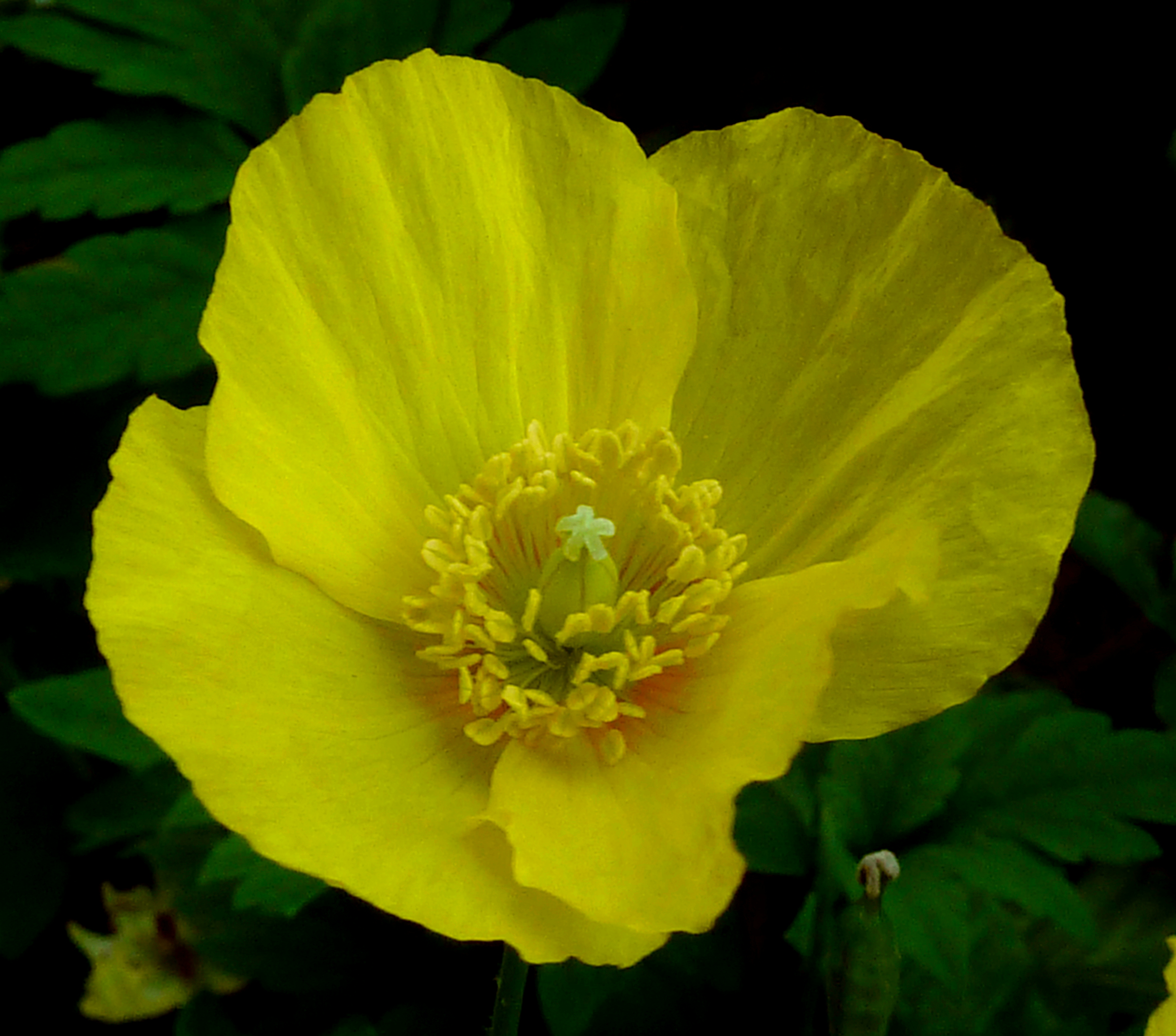
ウェルリッシュポピー
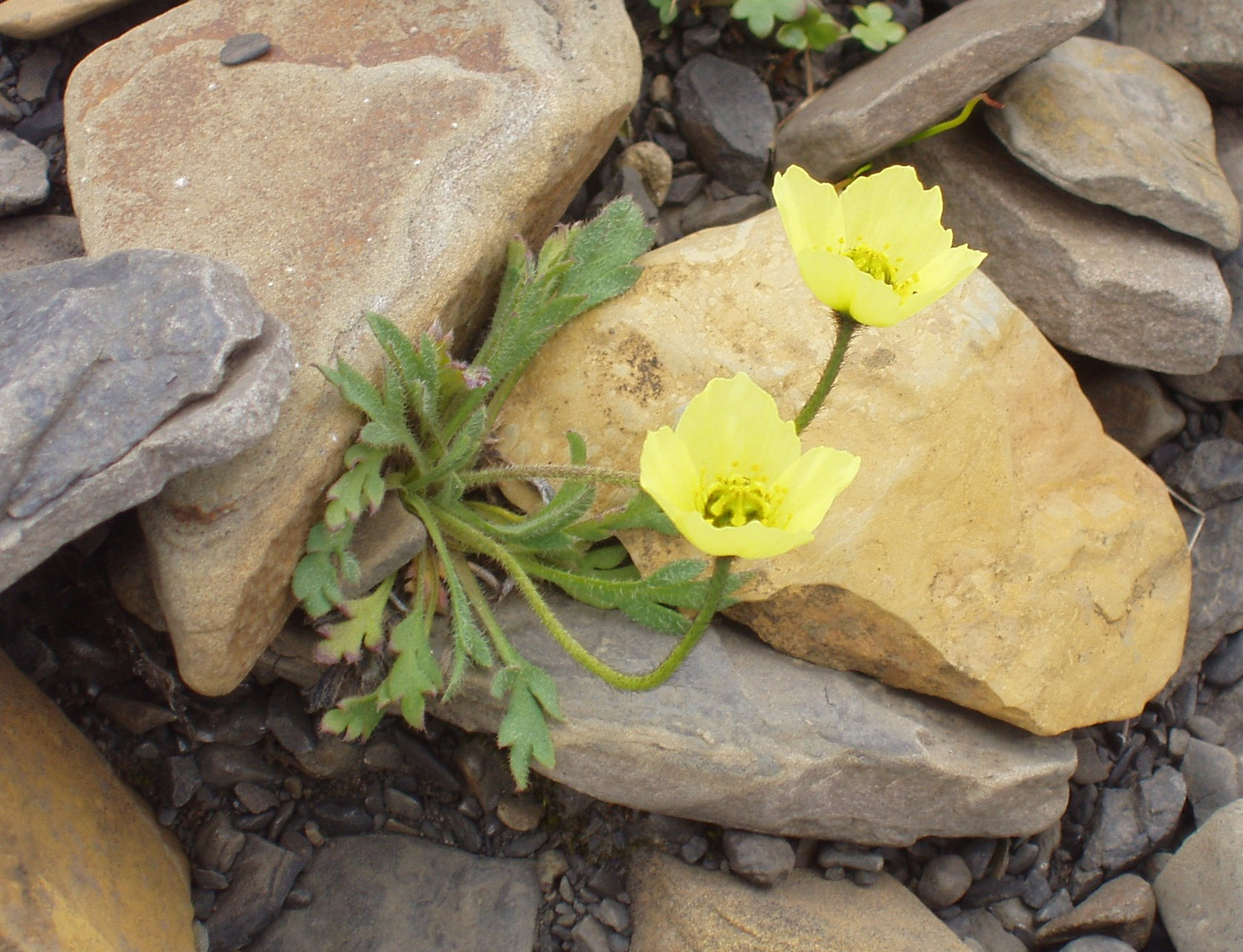
スヴァールバルポピー
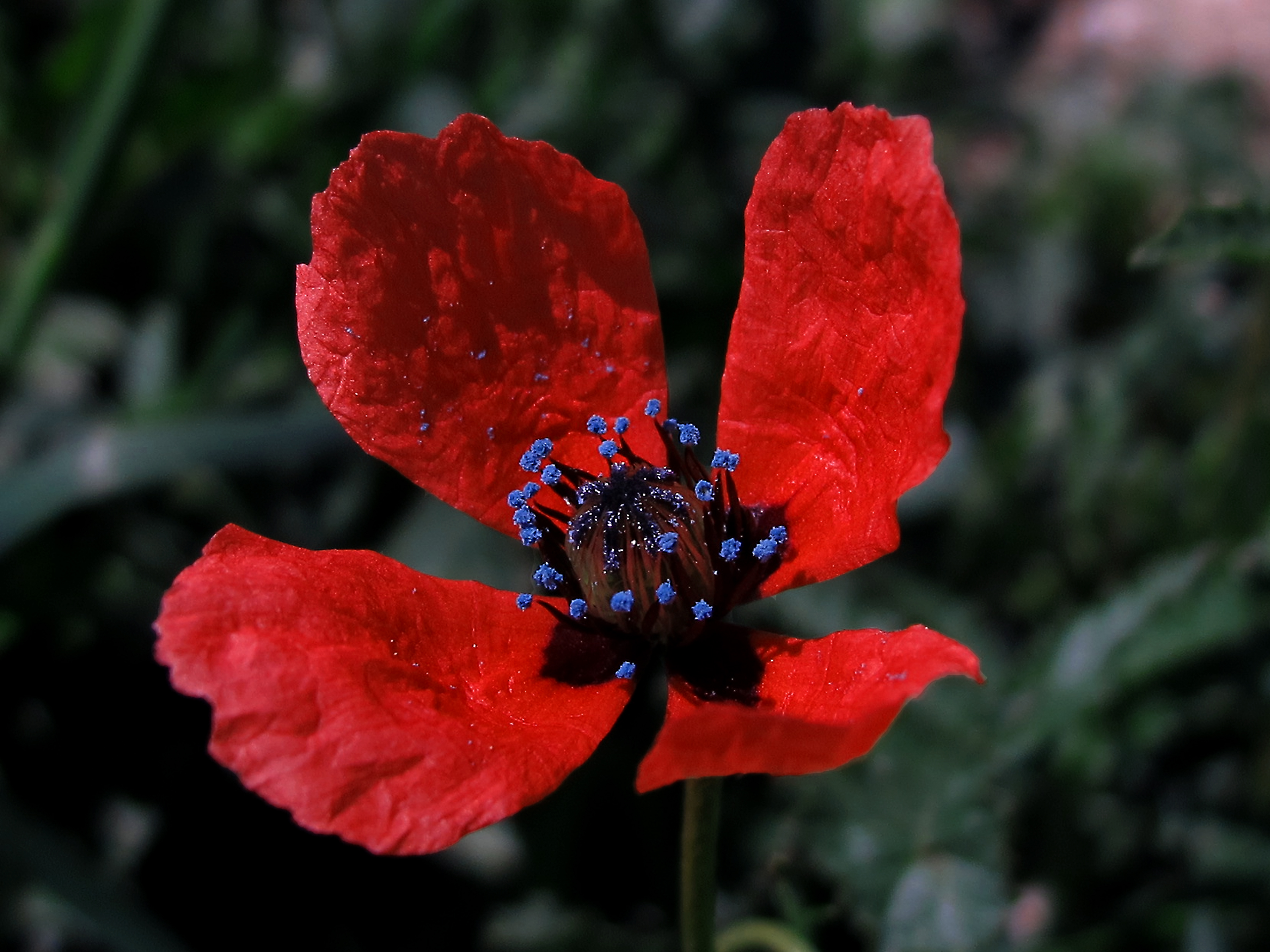
トゲミゲシ
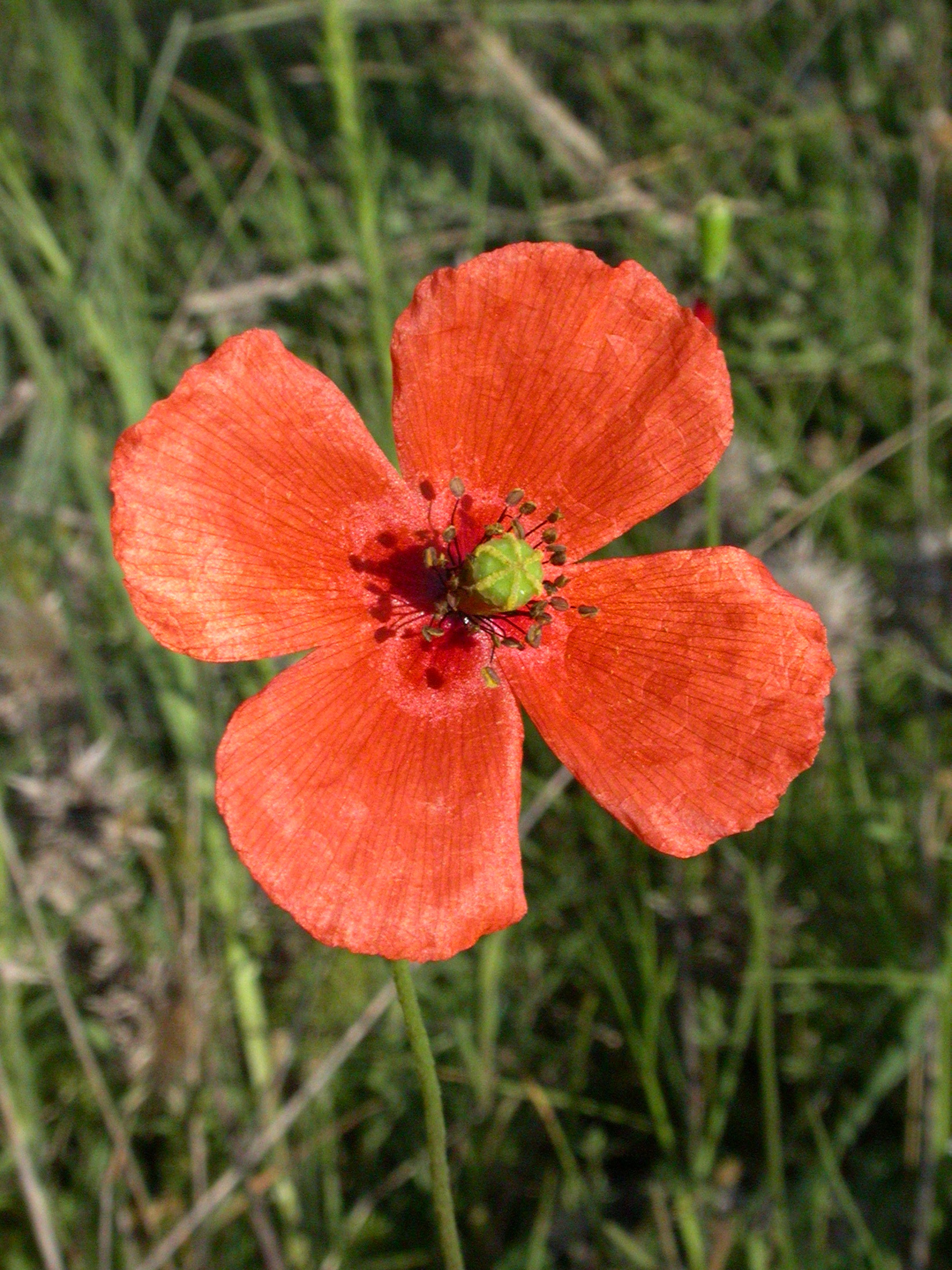
ナガミヒナゲシ
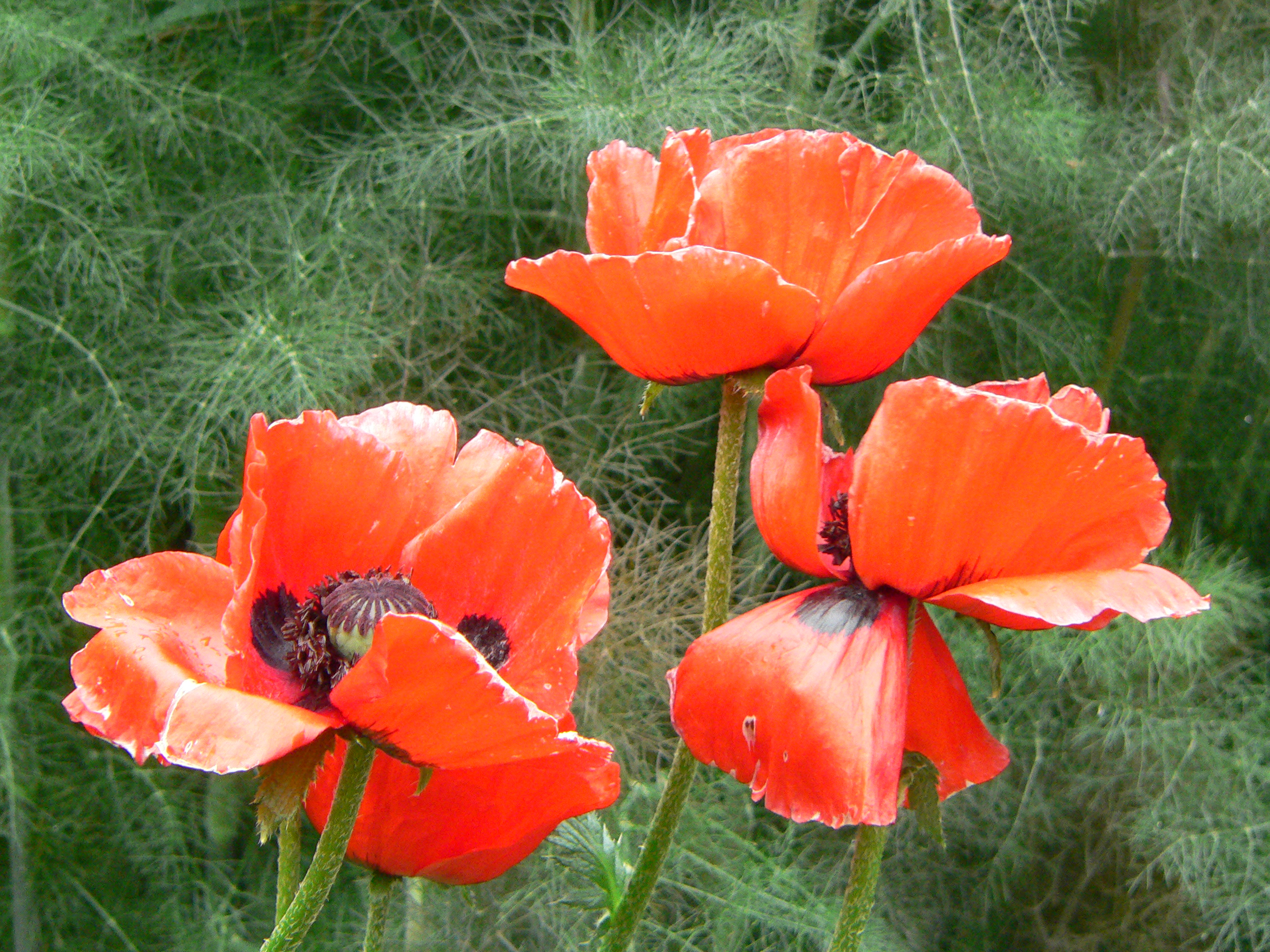
ハカマオニゲシ
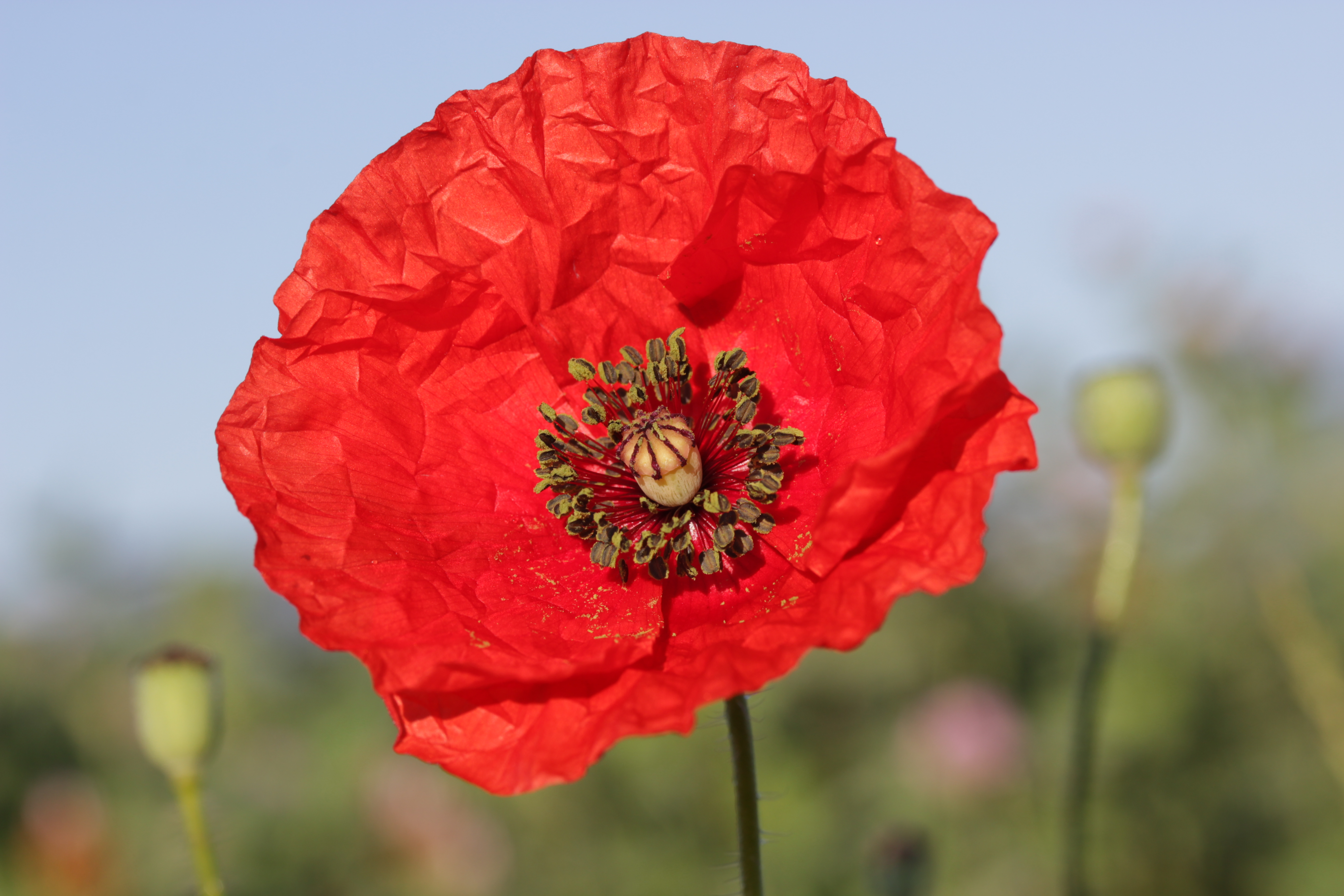
ヒナゲシ
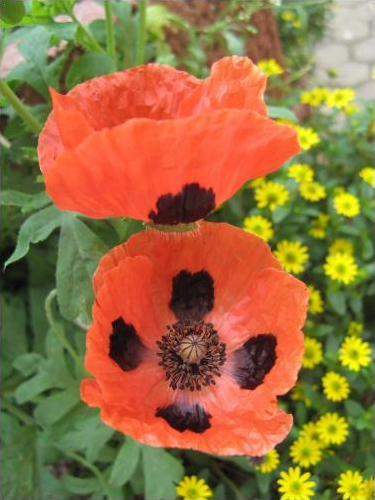
モンツキヒナゲシ
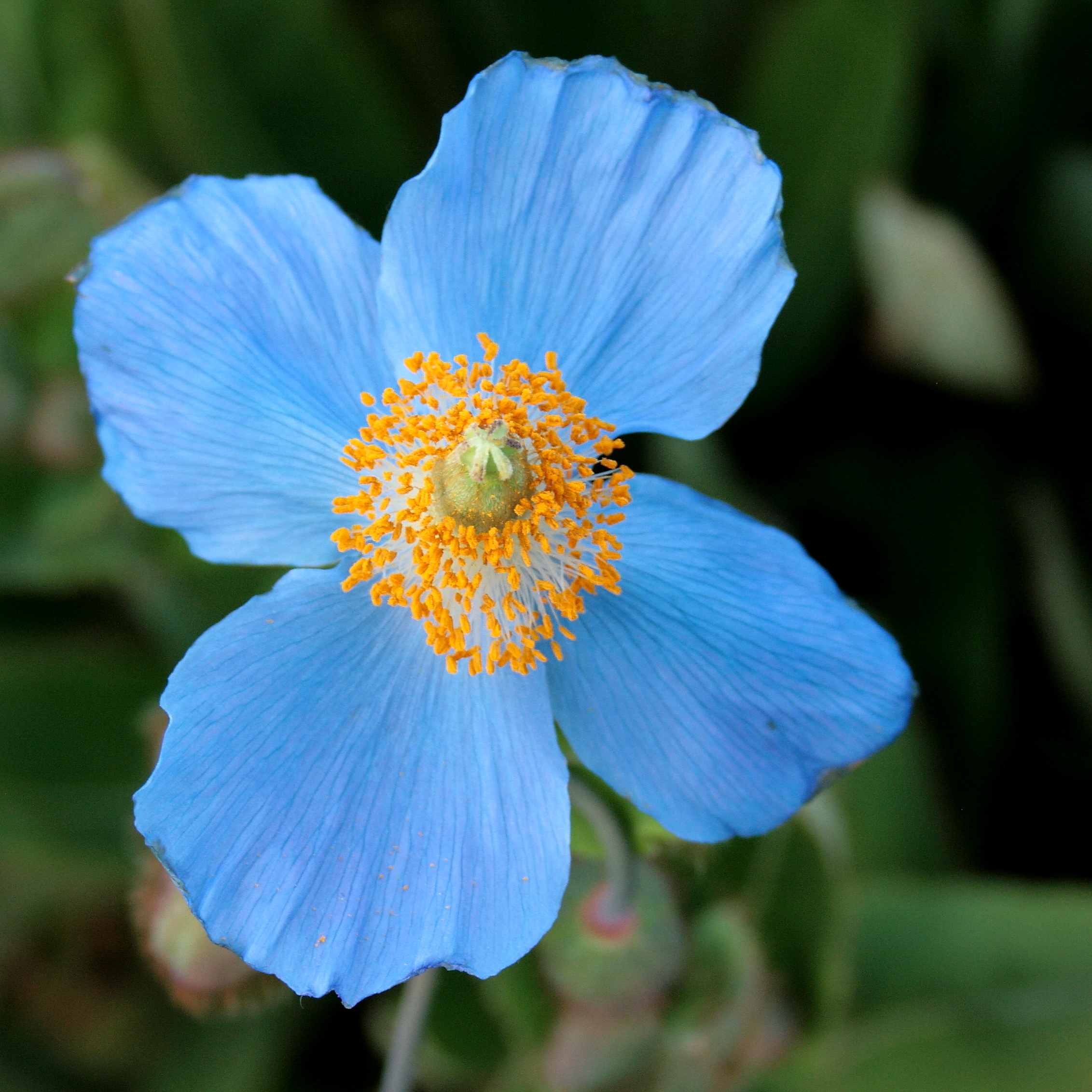
メコノプシス・ベトニキフォリア
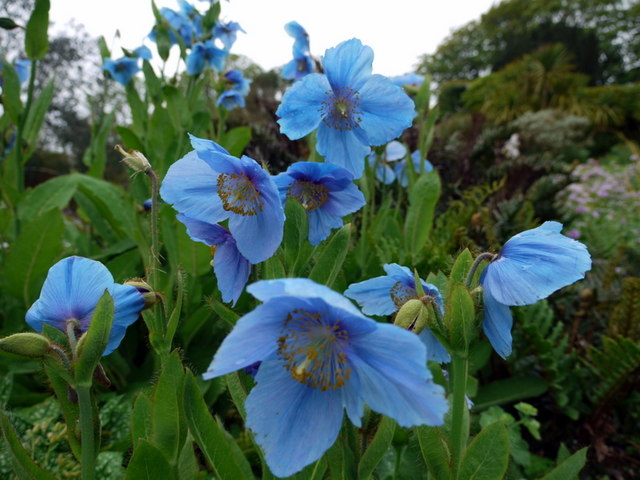
メコノプシス・グランディス
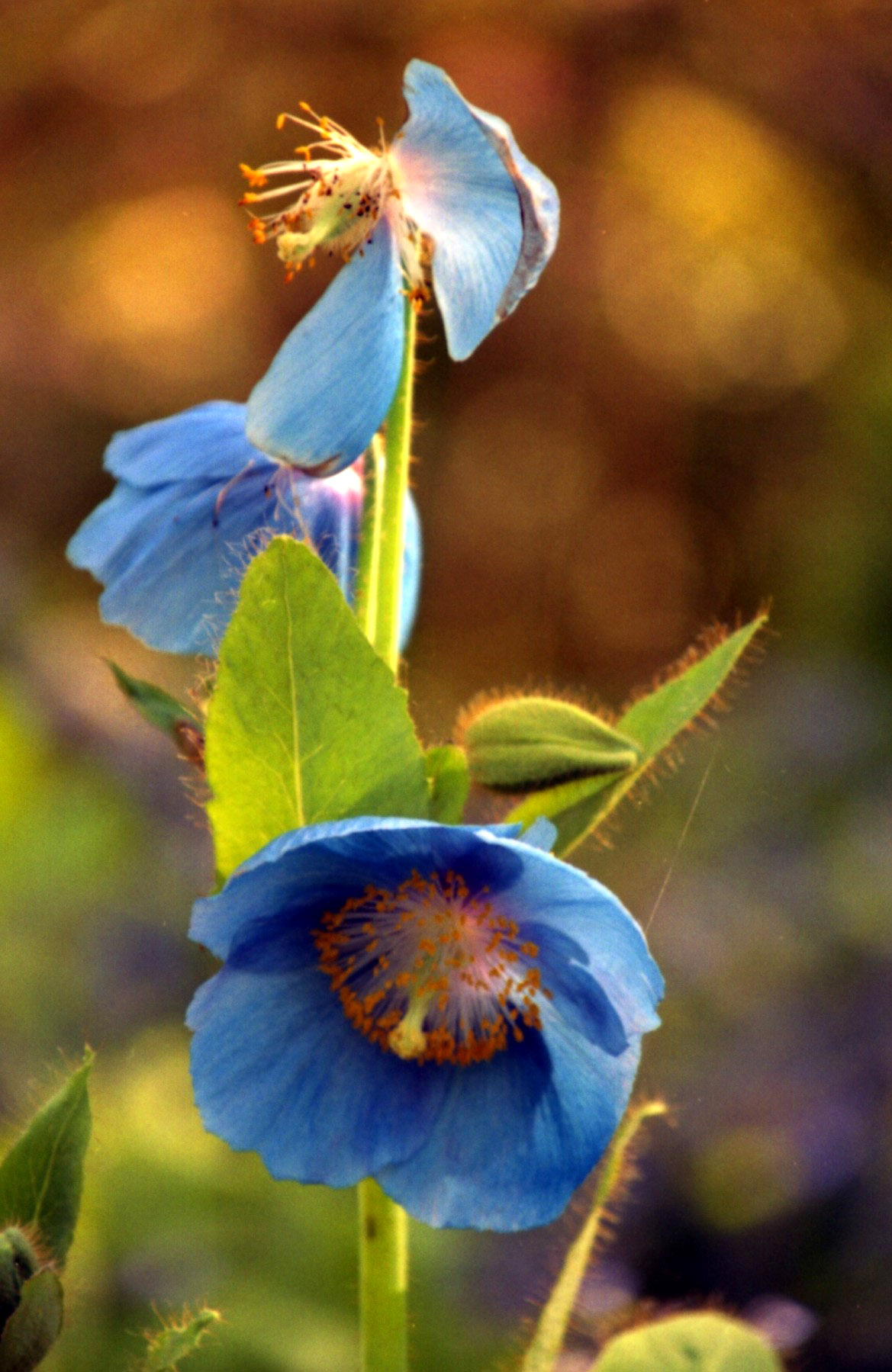
メコノプシス・シンプシフォリア
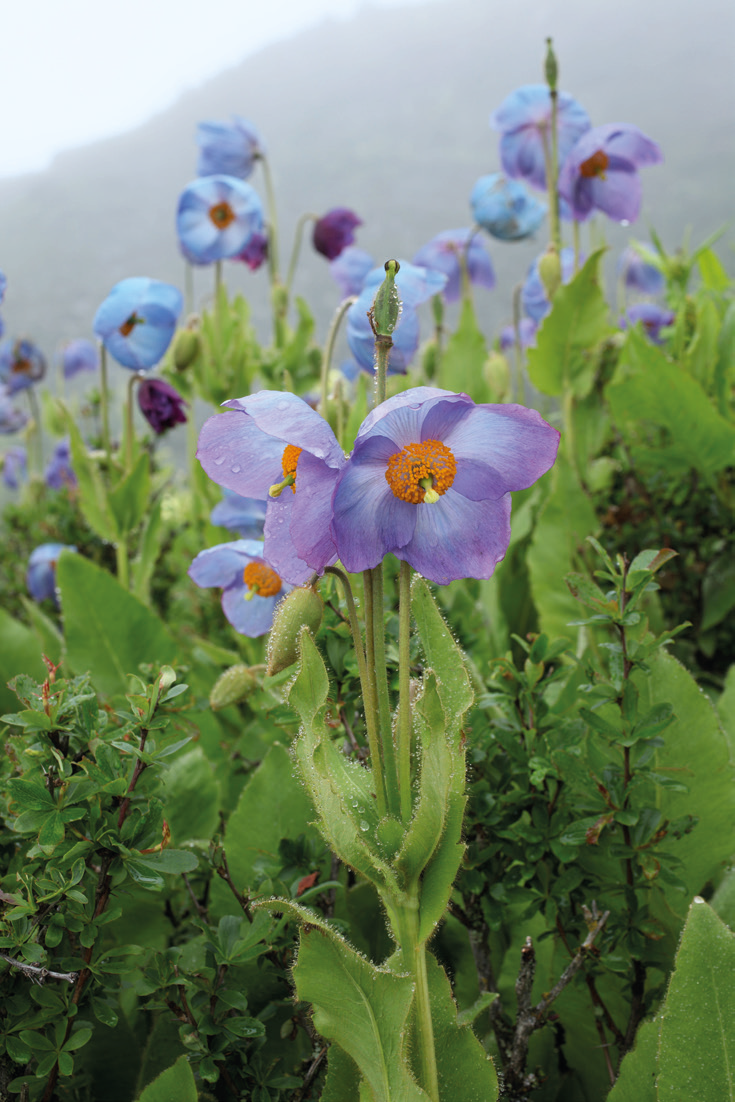
メコノプシス・ガキーディアナ
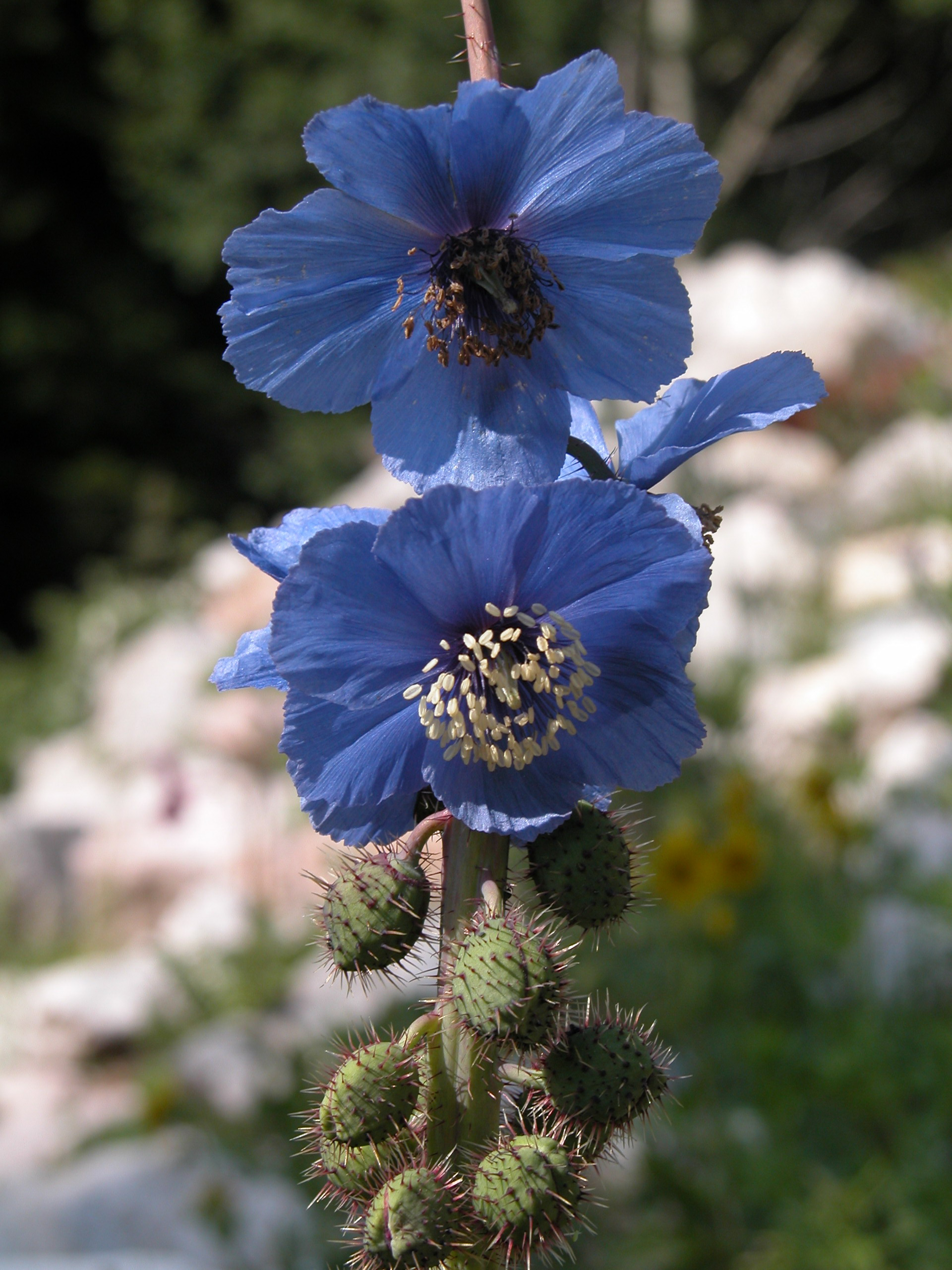
メコノプシス・ホリドゥラ
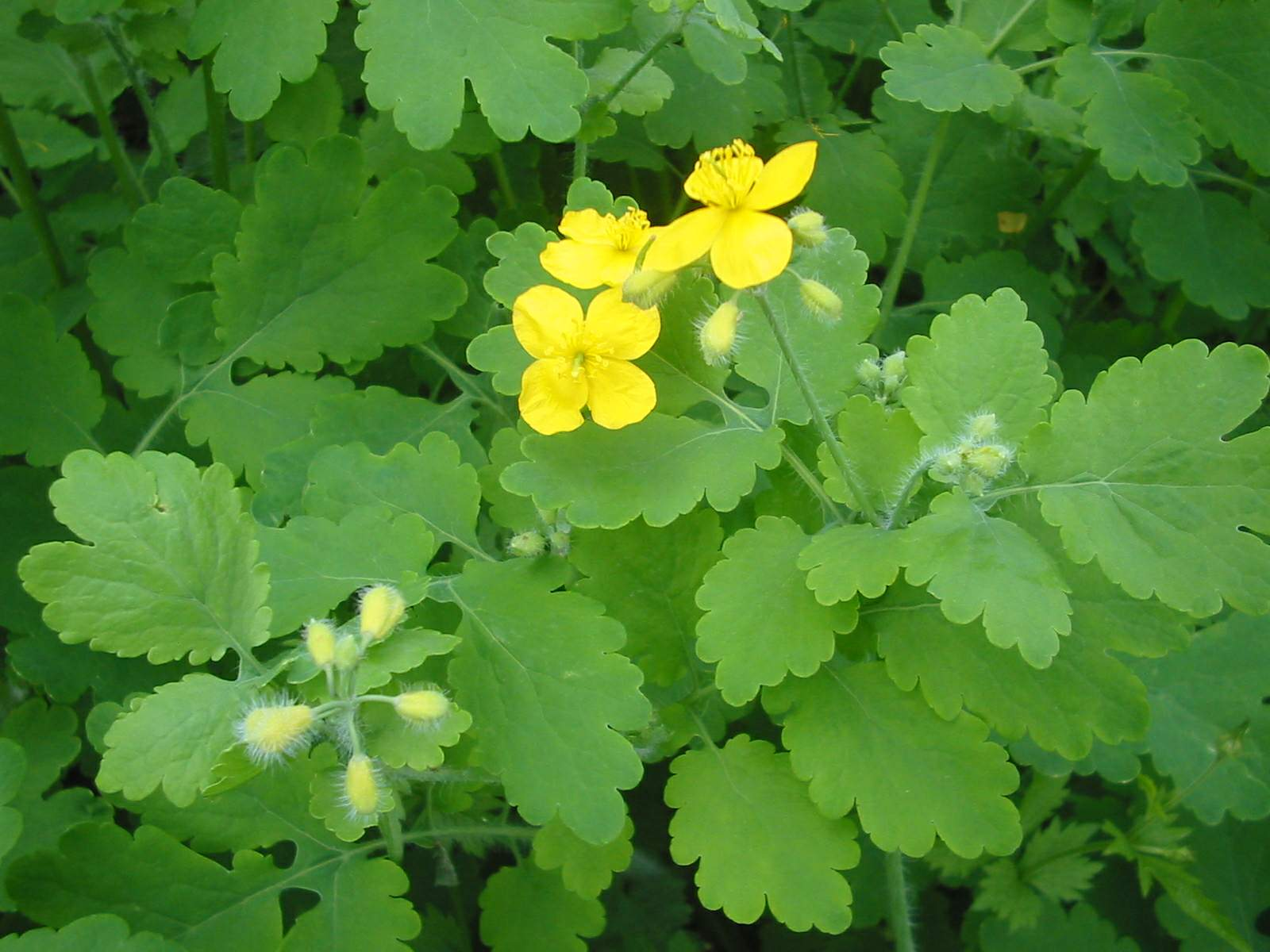
クサノオウ
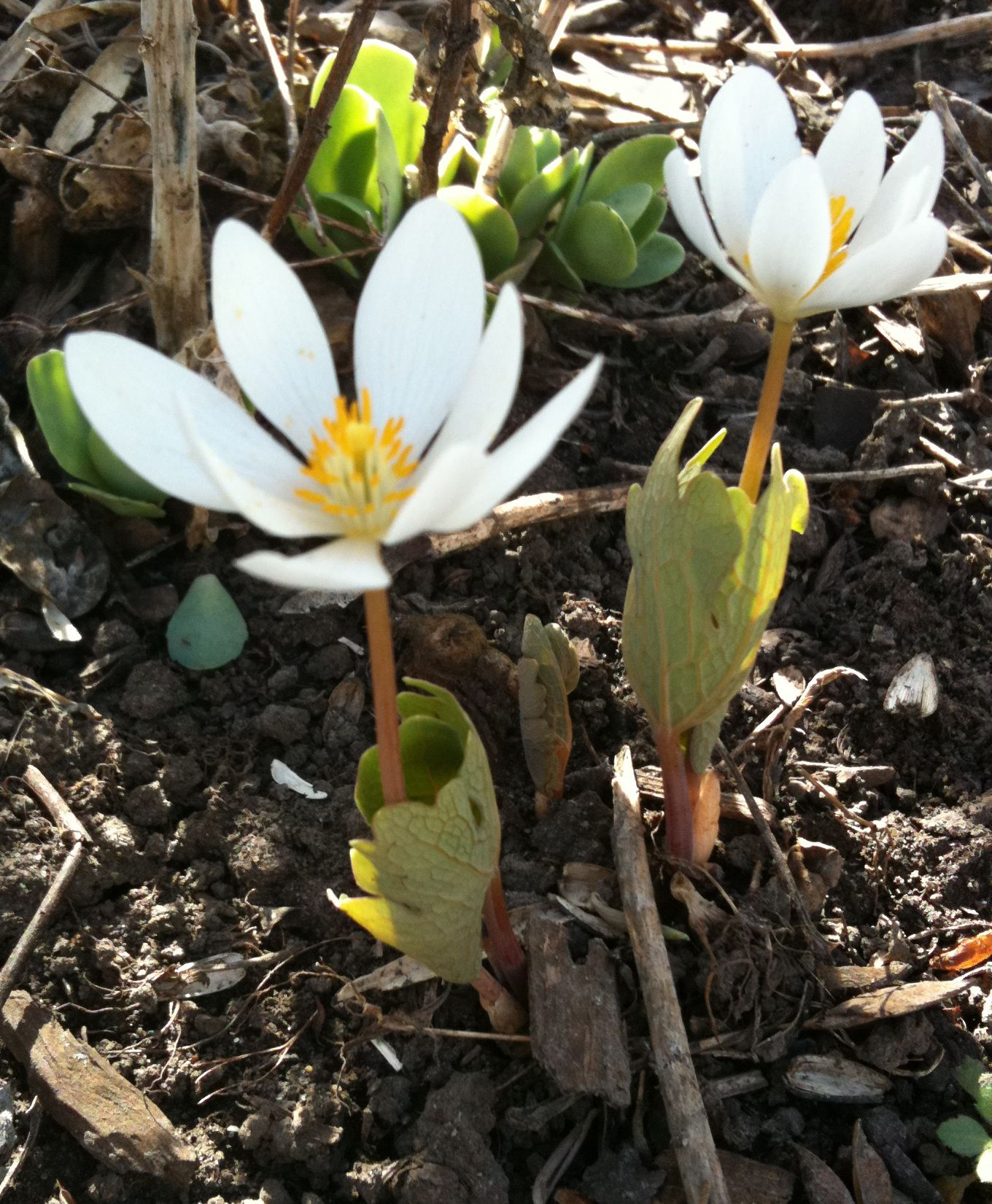
カナダケシ
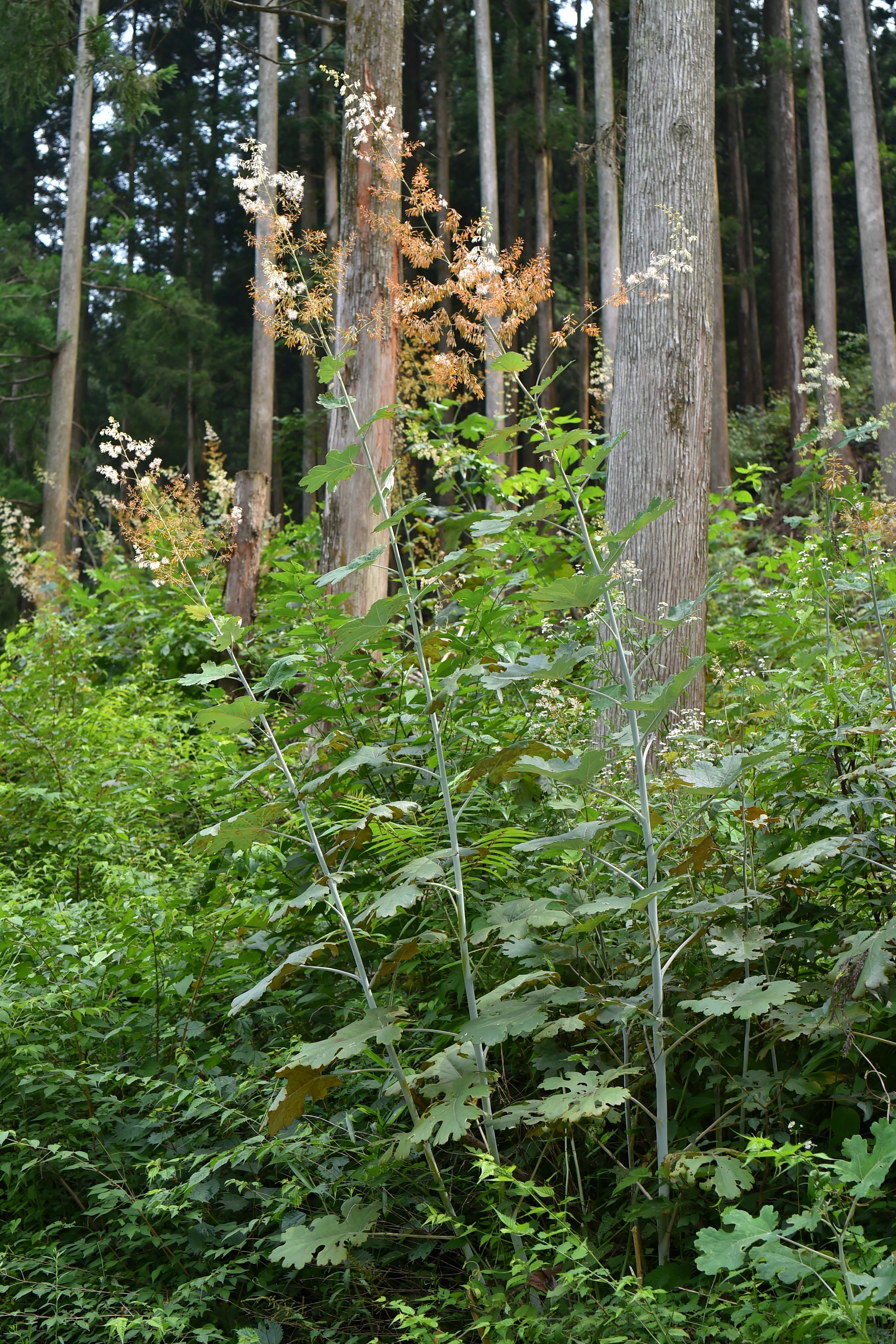
タケニグサ
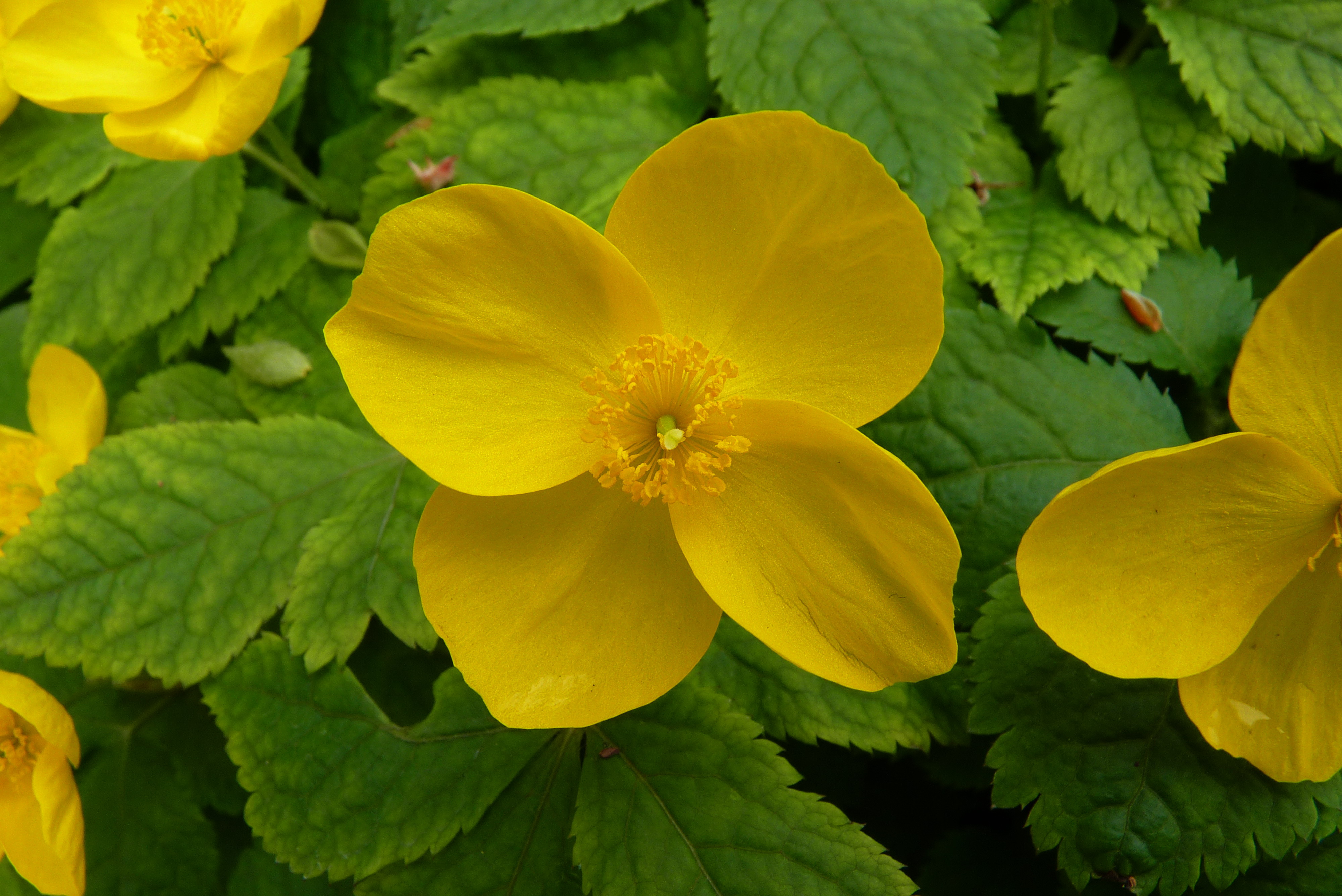
ヤマブキソウ